# Mainau
Die Insel Mainau ist mit etwa 45 Hektar Fläche die drittgrößte Insel im Bodensee. Zum Stichtag des Zensus am 15. Mai 2022 wies sie rund 40 ständige Einwohner auf. Der Molassekalkfelsen befindet sich im Überlinger See genannten, nordwestlichen Teil des Bodensees. Sie ist vom Südufer des Überlinger Sees über eine Brücke zu erreichen und verfügt über einen Schiffsanleger, der von Kurs- und Ausflugsschiffen der Weißen Flotte bedient wird. Die nächsten größeren Städte sind Konstanz, Meersburg und Überlingen. Die Insel gehört im Stadtgebiet von Konstanz zum Stadtteil Litzelstetten und befindet sich seit 1974 im Besitz der von Graf Lennart Bernadotte gegründeten gemeinnützigen „Lennart-Bernadotte-Stiftung“. Die gräfliche Familie ist bis heute wichtiger Teil der Attraktion der Mainau. Die Insel liegt an der Oberschwäbischen Barockstraße.

## Geographie

### Lage

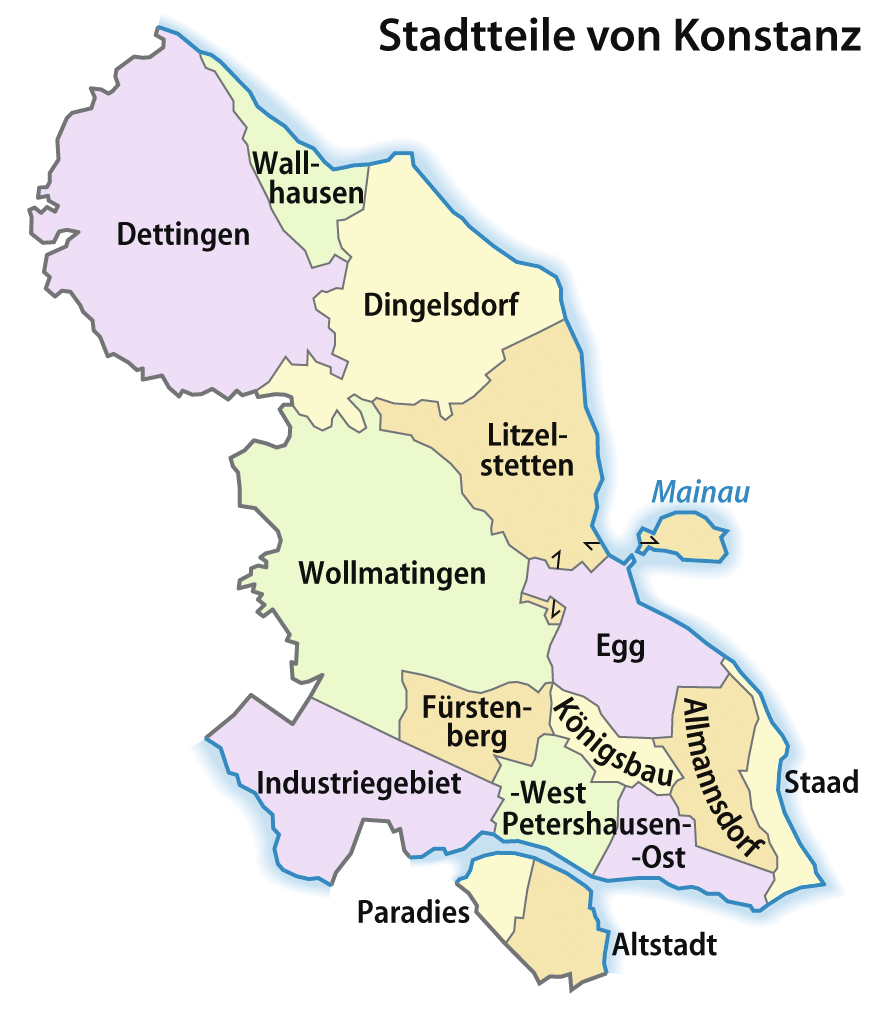
Lage der Mainau im Stadtgebiet von Konstanz

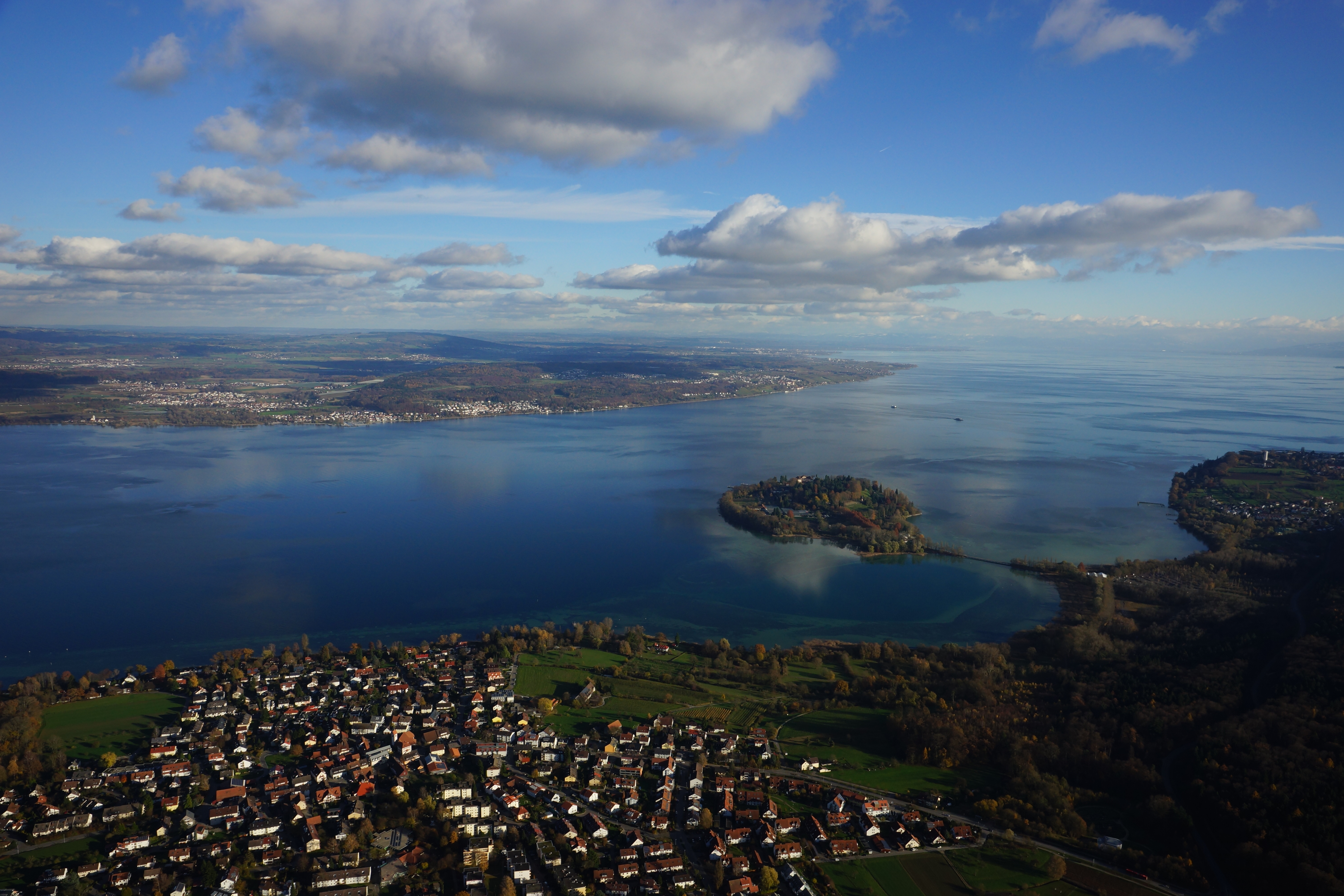
Insel Mainau und Litzelstetten

Die Insel liegt auf einer Höhe zwischen 395 (Seeniveau bei mittlerem Wasserstand) und 425 Meter über Normalnull (NHN). Der höchste Punkt ist laut amtlichen Karten bei der Großherzog-Friedrich-Terrasse (historisches Wasserreservoir auf dem Vogelherd). Ihre Nord-Süd-Ausdehnung beträgt 610 Meter, ihre größte West-Ost-Ausdehnung rund 1050 Meter. Der Umfang der Insel beträgt rund drei Kilometer. Die kürzeste Entfernung der abgesunkenen Molassescholle zum Seeufer beträgt 130 Meter. Die Mainau gehört zum Konstanzer Stadtteil Litzelstetten rund vier Kilometer nördlich der Altstadt.
Die Mainau ist über eine Fußgängerbrücke mit dem westlich der Insel gelegenen Festland verbunden und erreichbar. Eine parallel zu dieser Brücke nördlich verlaufende Straßenbrücke ist dem motorisierten Autoverkehr nur Inselbewohnern, Restaurantgästen oder Angestellten vorbehalten. Für Besucher, die mit dem Auto anreisen, gibt es einen Parkplatz auf dem Festland unmittelbar am westlichen Eingang der Insel. Besucher können von Unteruhldingen, Konstanz, Kreuzlingen oder Meersburg aus mit den Fährschiffen der Bodensee-Schiffsbetriebe mehrmals täglich auf die Insel gelangen. Ein Fähranleger mit zwei Landungsstegen befindet sich an der Ostseite. Südlich vom Schiffsanleger befindet sich ein kleiner Privathafen.
Das Wassergebiet zwischen der Insel Mainau und dem Festland ist als Naturschutzgebiet ausgewiesen. Das Naturschutzgebiet Untere Güll liegt nördlich, die Obere Güll südlich der Brückenverbindung.

### Bevölkerung
Die Insel Mainau hat nur wenige Einwohner, Meyers Konversationslexikon von 1888 gab eine Bevölkerung von 28 an. Zur Volkszählung 1961 war eine Bevölkerung von 123 nachgewiesen. Auf der Insel Mainau lebt Björn Graf Bernadotte mit seiner Familie.

## Anlage

### Park- und Gartenanlagen

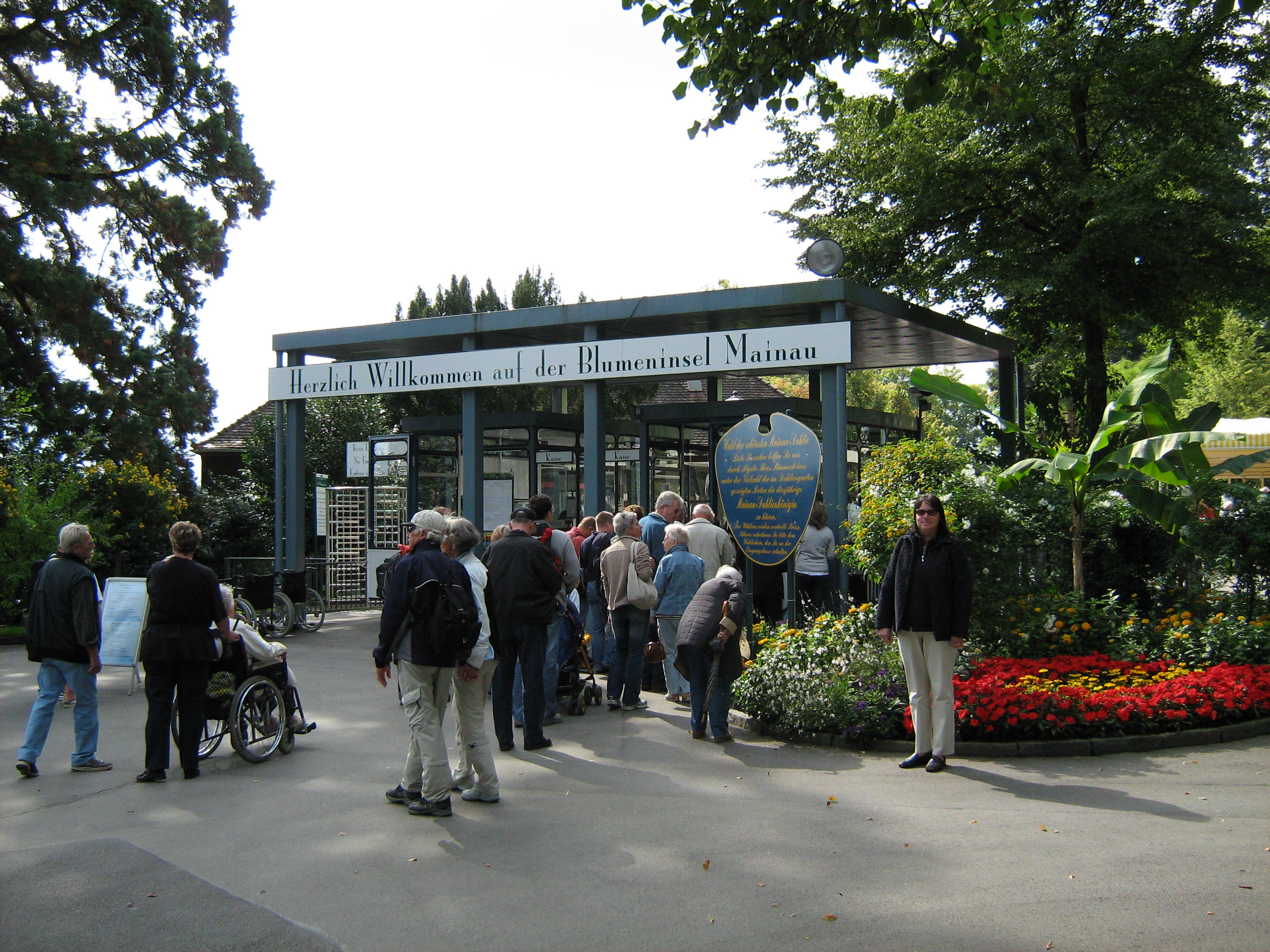
Eingang der Insel Mainau vom Schiffsanleger (2007)

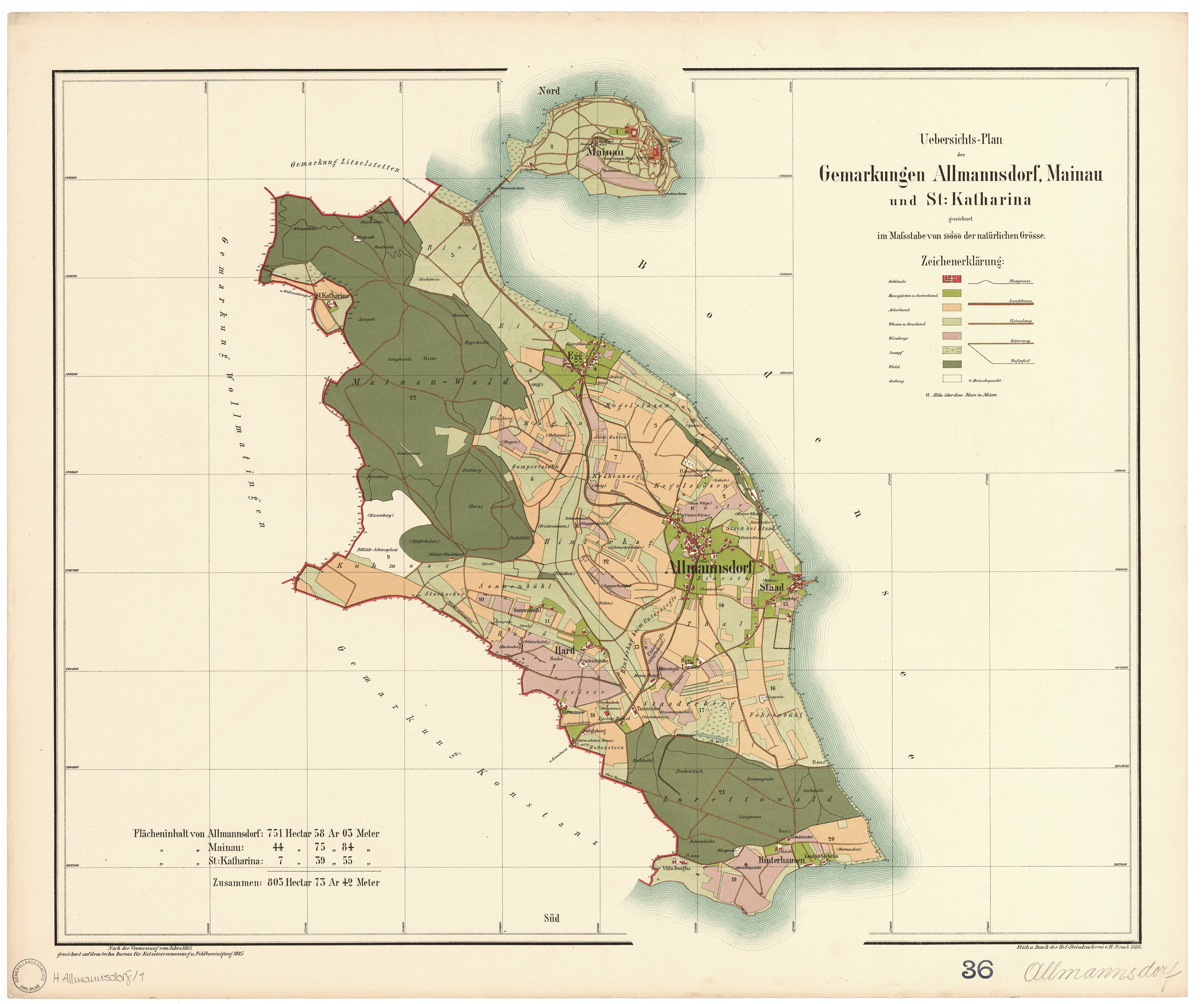
Gemarkungsplan von Allmannsdorf von 1885 zeigt die Insel Mainau sowie auch das Kloster St. Katharinen als eigene Gemarkungen neben Allmannsdorf, mit separat nachgewiesenen Flächen

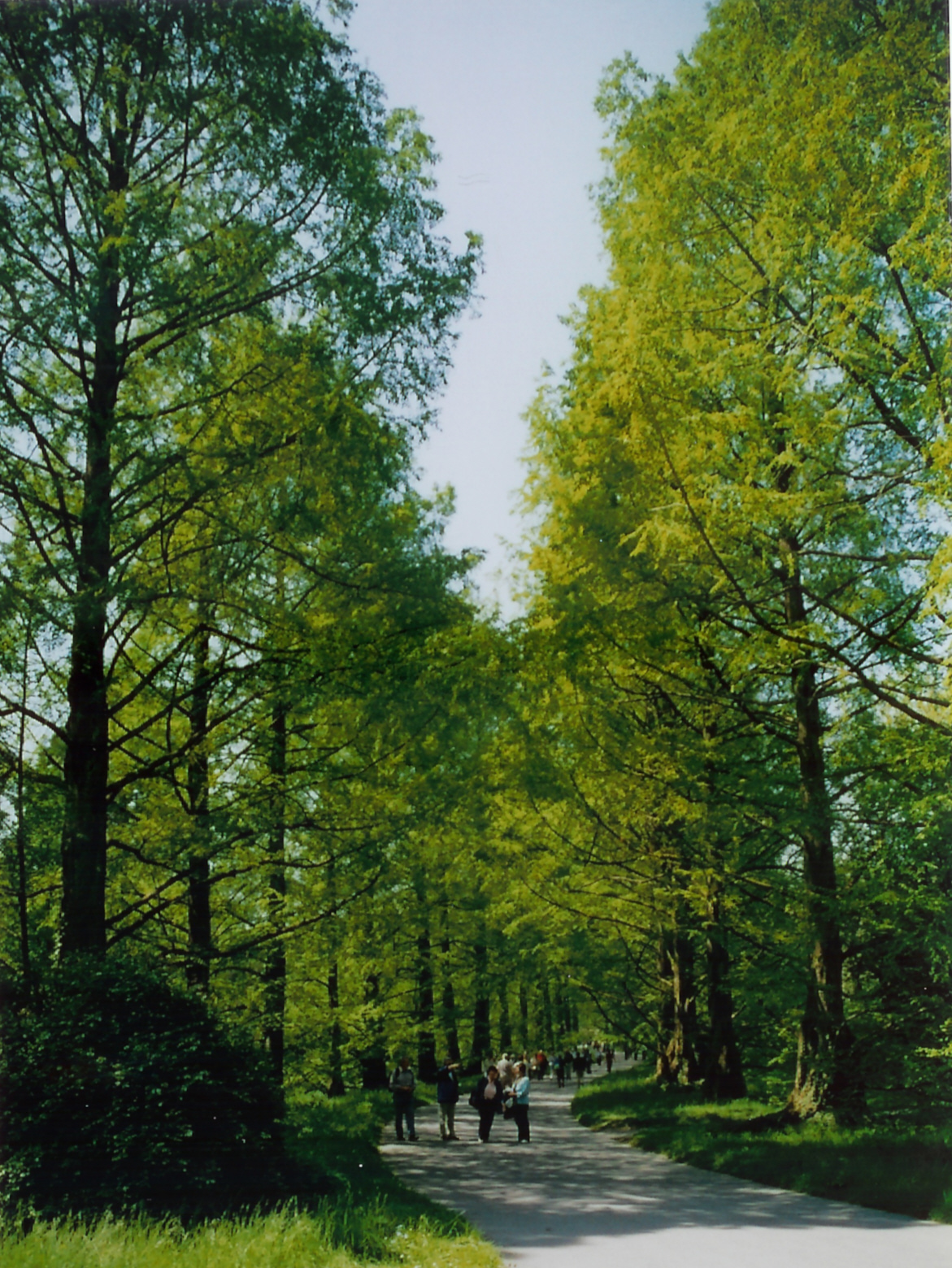
1959/1960 angelegte Allee von Metasequoien (Mai 2006)

Bedingt durch das günstige Bodenseeklima wachsen auf der tropfenförmigen Insel Palmen und andere mediterrane Pflanzen. Wegen ihrer reichen subtropischen, teilweise auch tropischen Vegetation wird die Mainau auch als „Blumeninsel im Bodensee“ bezeichnet. Der 2004 verstorbene Graf Lennart Bernadotte nannte seine Insel gerne das „Blumenschiff“. Weiterhin beschrieb er das bekannte und für Besucher gegen Eintrittsgeld zugängliche Ausflugsziel mit folgenden Worten:

„Sie ist eine kokette kleine Dame, diese Mainau, die stets und ständig große Aufmerksamkeit fordert, noch mehr Liebe und vor allem unaufhörlich neue Kleider.“

Wobei er mit den „neuen Kleidern“ zuerst den immer wieder neu von Gärtnerhand gewebten Blütenüberwurf gemeint haben mag.
Herzstück der „Blumeninsel“ ist neben den historischen Gebäuden das von Großherzog Friedrich I. ab 1856 angelegte parkähnliche Arboretum der Insel Mainau mit seinen 500 verschiedenen Arten von zum Teil seltenen und wertvollen Laub- und Nadelgehölzen. Darunter befindet sich einer der ältesten Urweltmammutbäume (Metasequoia glyptostroboides) Deutschlands. Der aus China stammende Baum war 1952 als 70 Zentimeter großes Bäumchen im Ufergarten ausgepflanzt worden. Besonders mächtig sind einige Exemplare des Riesenmammutbaums (Sequoiadendron giganteum). Die Samen dieser Bäume kamen 1853 aus Kalifornien, und 1864 ließ Friedrich I. zahlreiche Bäume auf der Mainau pflanzen. Damit gehören sie zu den ältesten ihrer Art in Europa. Neben den riesigen Mammutbäumen befinden sich Zedern, Metasequoien und Tulpenbäume. Das Arboretum dehnt sich nordwestlich vom Schloss auf der Hochfläche aus.
Im Frühjahr Ende März/Anfang April beginnt auf der Mainau das Blumenjahr im Palmenhaus mit einer großen Orchideenschau. Von Ende März bis Mitte Mai blühen auf der Mainau Tulpen, Narzissen und Hyazinthen. Hierzu wurden im östlichen Teil der Insel an der sogenannten „Frühlingsallee“ parallel zum Weg Tausende von Tulpen-, Narzissen- und Hyazinthenzwiebeln gepflanzt. Ebenfalls im Frühjahr gedeihen auf der Insel Stiefmütterchen, Vergissmeinnicht und Primeln.
In der Übergangszeit von Mai und Juni zeigen sich die Blüten der 200 Rhododendren- und Azaleensorten. Westlich des Comturey-Kellers kommt man zu dem ebenfalls durch Großherzog Friedrich I. im italienischen Stil angelegten Rosengarten. Der sogenannte „italienische Rosengarten“ ist eine streng geometrische Anlage mit Pergolen, Skulpturen und Brunnen. Im Sommer betört der Duft der rund 500 verschiedenen Rosensorten, vor allem Beetrosen. Auf der ganzen Insel finden sich etwa 30.000 Rosenstöcke von 1200 Sorten. Eine Barocktreppe führt hinauf zur aussichtsreichen Schlossterrasse.
Die „Frühlingsallee“ führt zu den „Mediterran-Terrassen“ mit ihren exotischen Kübelpflanzen, wo im Sommer Palmengewächse, Agaven, Kakteen und Bougainvilleen gezeigt werden. Von hier hat man ein Panorama auf die Bodenseelandschaft. Im Juli zeigen sich auf der Mainau die Blüten der Engelstrompeten und des Hibiskus, im August die der Passionsblumen.
Südlich breitet sich der „Südgarten“ aus, wo im Herbst von September bis Oktober die Dahlienfelder mit etwa 20.000 Dahlienbüschen von 250 Sorten blühen. Im östlich anschließenden Ufergarten wachsen Frühlings- und Sommerblumen, darunter eine Sammlung verschiedener Fuchsienarten. Ein beliebtes Fotomotiv ist das Bodenseerelief, ein nach Jahreszeit unterschiedlich gestaltetes Blütenbild in Form des Bodensees.
An der Nordseite der Insel liegt der kleine Hafen mit Schiffsanlegestelle, wo die Ausflugsschiffe anlegen und es einen weiteren Eingang gibt.

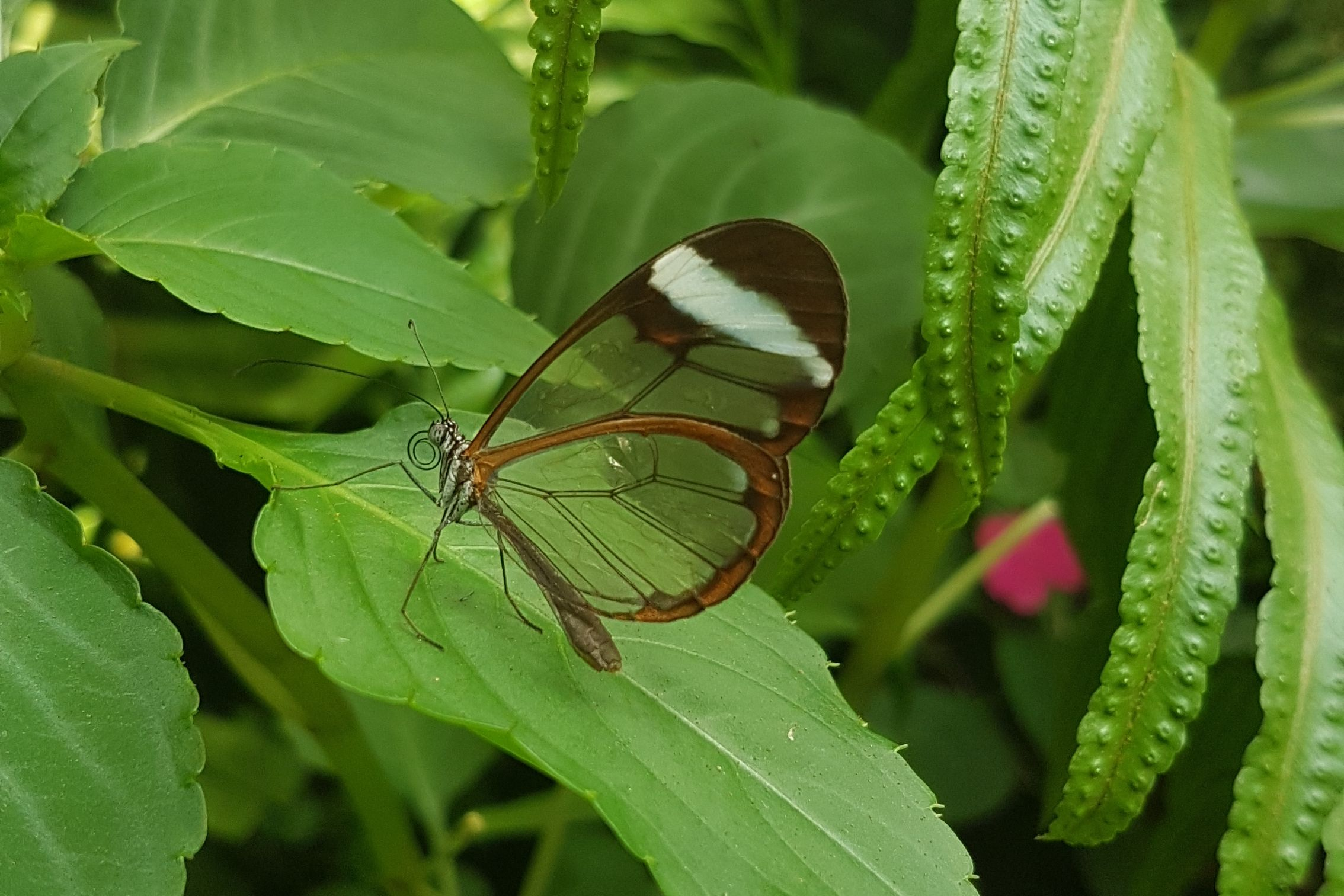
Schmetterling mit transparenten Flügeln im Schmetterlingshaus

Im ganzjährig geöffneten Schmetterlingshaus auf der Insel, mit etwa 1000 Quadratmeter das zweitgrößte seiner Art in Deutschland, können Besucher zwischen 25 °C und 30 °C Wärme und 80 bis 90 Prozent Luftfeuchtigkeit durch eine tropisch anmutende Umgebung mit Wasserfällen und exotischen Gewächsen gehen. Je nach Saison fliegen 700 bis 1000 bunte Falter bis zu 80 verschiedener Schmetterlingsarten, vor allem südamerikanischer Herkunft, frei zwischen den Besuchern. Rund ein Drittel der gezeigten Schmetterlingsarten vermehrt sich hier auf natürliche Weise. Doch ist es ganz unterschiedlich, wie viele Nachkommen es gibt. Aus diesen Gründen bekommt das Schmetterlingshaus wöchentliche Lieferungen von 400 Puppen von Züchtern aus Costa Rica, England und Holland. Rund 20.000 Euro beträgt das Budget im Jahr für neue Raupen. Die Gartenanlage rund um das Schmetterlingshaus wurde als Lebensraum für heimische Schmetterlinge gestaltet. Angeschlossen ist ein Duftgarten mit mehr als 150 Duftpflanzenarten.
Außer den Park- und Gartenanlagen gibt es einen Streichelzoo mit Ziegen und Ponys und den „Mainauer Bauernhof“ mit Alpakas, Hasen, Hühnern, Eseln, Schafen und Katzen sowie einige gastronomische Einrichtungen.
Für Kinder gibt es das rund 1100 Quadratmeter große Mainauer Kinderland „Wasserwelt“, einen Spielplatz mit einem 60 Zentimeter tiefen Wasserbecken, das von Flusssteinen mit einem Gesamtgewicht von rund 130 Tonnen eingefasst wird. In der Mitte des mit 170 Kubikmeter Wasser gefüllten Sees liegt eine Insel. Auf dem See können die Kinder mit Flößen umherfahren oder sich mit einer Holzfähre hinüberziehen. Rundherum stehen Holzhäuser als Klettergerüste, die laut Planern an die Zeit der Pfahlbauten erinnern sollen. Verbunden sind die Häuschen durch Hängebrücken und Kettenstege. Dazu gibt es Wasserrinnen und extra Matschtische. Falls ein Kind beim Spielen allzu tief in die Wasserwelt eingetaucht sein sollte, haben die beiden Mainauplaner Matthias Wagner und Markus Zeiler auch vorgesorgt: Am Spielplatz wurde in einem Kiosk ein Wäschetrockner aufgestellt, in dem die Eltern nasse Kleidungsstücke selbst trocknen können.

### Bauwerke

#### Deutschordenschloss

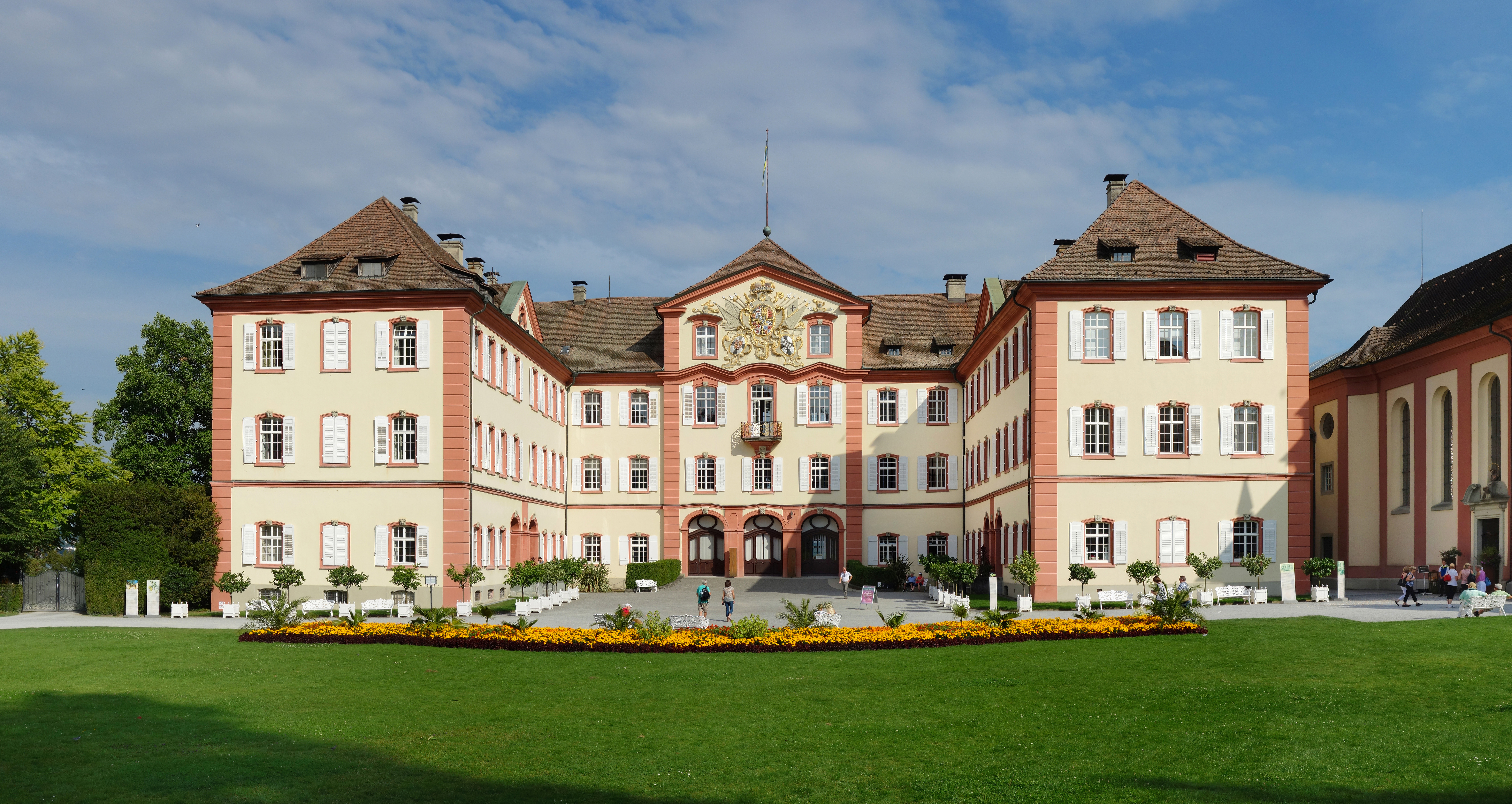
Deutschordenschloss

Das Deutschordenschloss wurde auf dem Burgstall der im 18. Jahrhundert abgebrochenen Burg Mainau nach den Entwürfen von Johann Caspar Bagnato (Giovanni Gaspare Bagnato) und unter seiner Bauleitung 1739 begonnen und nach siebenjähriger Bauzeit vollendet. Das dreiflügelige Barockschloss wurde um einen Ehrenhof und mit einem seitlichen Terrassengarten angelegt. Am Mittelrisalit des Westteils befindet sich ein großes Wappen des Hochmeisters Clemens August von Bayern, des Landkomturs Philipp von Froberg und des Mainaukomturs Friedrich von Baden. Auf dem Ostgiebel (Seeseite) ist ein Deutschordenswappen angebracht. Das Schloss ist bis heute Wohnsitz der gräflichen Familie. An der gräflichen Fahne, die auf dem Schlossdach gehisst ist, kann man erkennen, ob die gräfliche Familie anwesend ist. Die Privaträume liegen im Nordflügel, also vom Schlosshof aus links, im nicht zugänglichen Teil des Schlosses. Herzstück ist der ehemalige Audienzsaal, der in Weiß und Gold gehaltene sogenannte „Weiße Saal“, der sein heutiges Aussehen 1883 erhielt. Er ist nur zu Konzerten oder besonderen Veranstaltungen öffentlich zugänglich. Im Mitteltrakt werden Wechselausstellungen gezeigt. Im Südflügel befindet sich ein Café mit Terrasse unter den hohen Palmen der Schlossterrasse. Unmittelbar angrenzend an den Südflügel befindet sich das Palmenhaus.

#### Palmenhaus
Das Palmenhaus, eine seit 1998 unmittelbar an die Schlosskirche anschließende aufwendige Glaskonstruktion, hatte ursprünglich nur eine Baugenehmigung für die Wintermonate, doch trotz Beeinträchtigung des Blicks auf Kirche und Schloss schützt es seit 2008 die Bäume ganzjährig. Grund für die erweiterte Genehmigung waren die hohen Kosten für Ab- und Aufbau. Es steht südlich des Schlosses und östlich der Schlosskirche. Hier wachsen mehr als 20 Palmenarten, darunter eine mehr als 15 Meter hohe Kanarische Dattelpalme (Phoenix canariensis), die 1888 gepflanzt wurde. Das Palmenhaus weist eine markante wellenförmige Dachkonstruktion auf und hat eine Grundfläche von 1270 Quadratmeter. Die maximale Höhe des Hauses beträgt 17,40 Meter; die Dach- und Fassadenelemente bestehen aus hochtransparentem sechs Millimeter starkem Acrylglas. Die erste demontierbare und beheizbare Orangerie auf der Mainau soll es schon 1867 gegeben haben. Das erste Palmenhaus stammte aus dem Jahr 1968, im Jahr 1998 wurde es vollständig erneuert. Abgesehen von der Aufbewahrung der Palmen wird das Haus auch für Veranstaltungen genutzt.

#### Schlosskirche

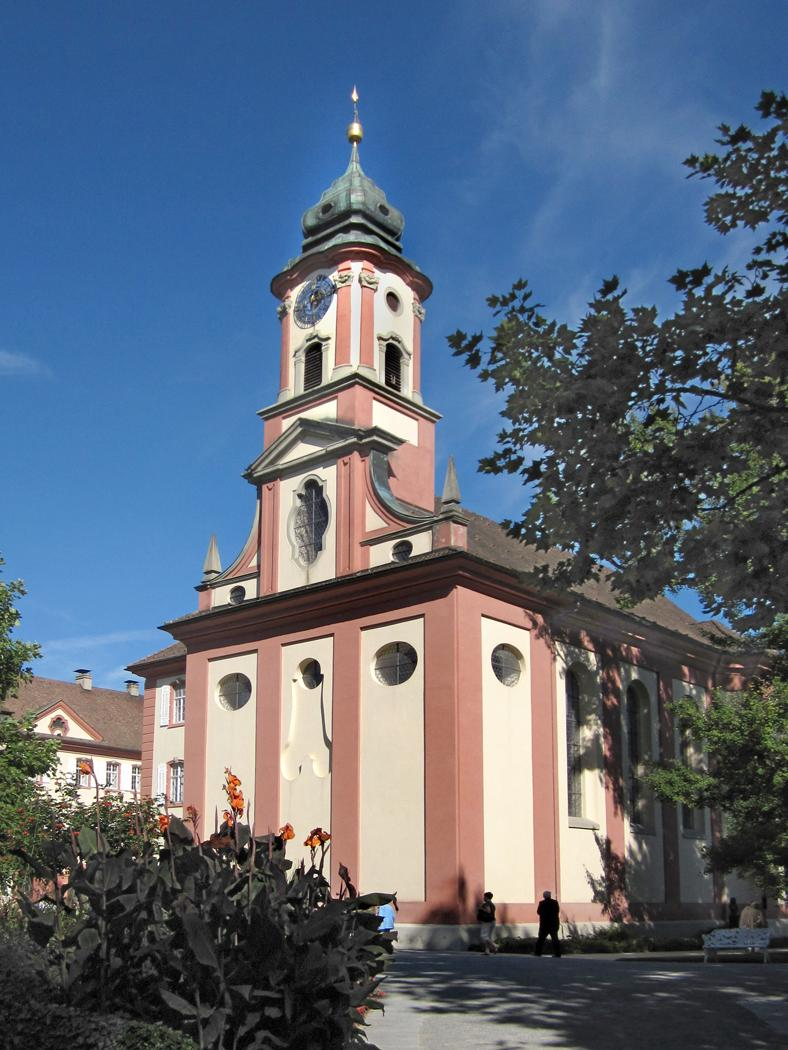
Kirche St. Marien, Westfassade

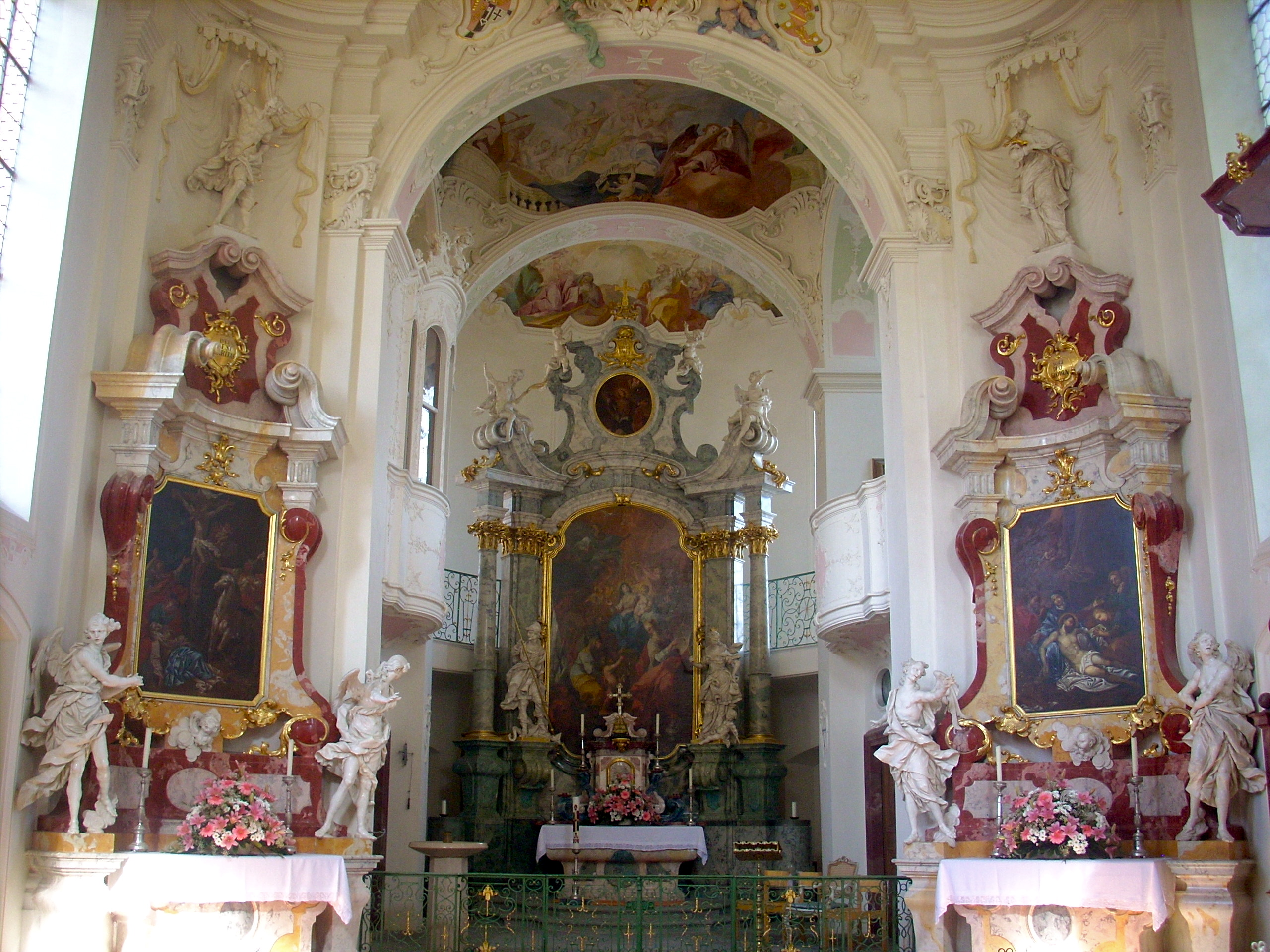
Inneres der Schlosskirche

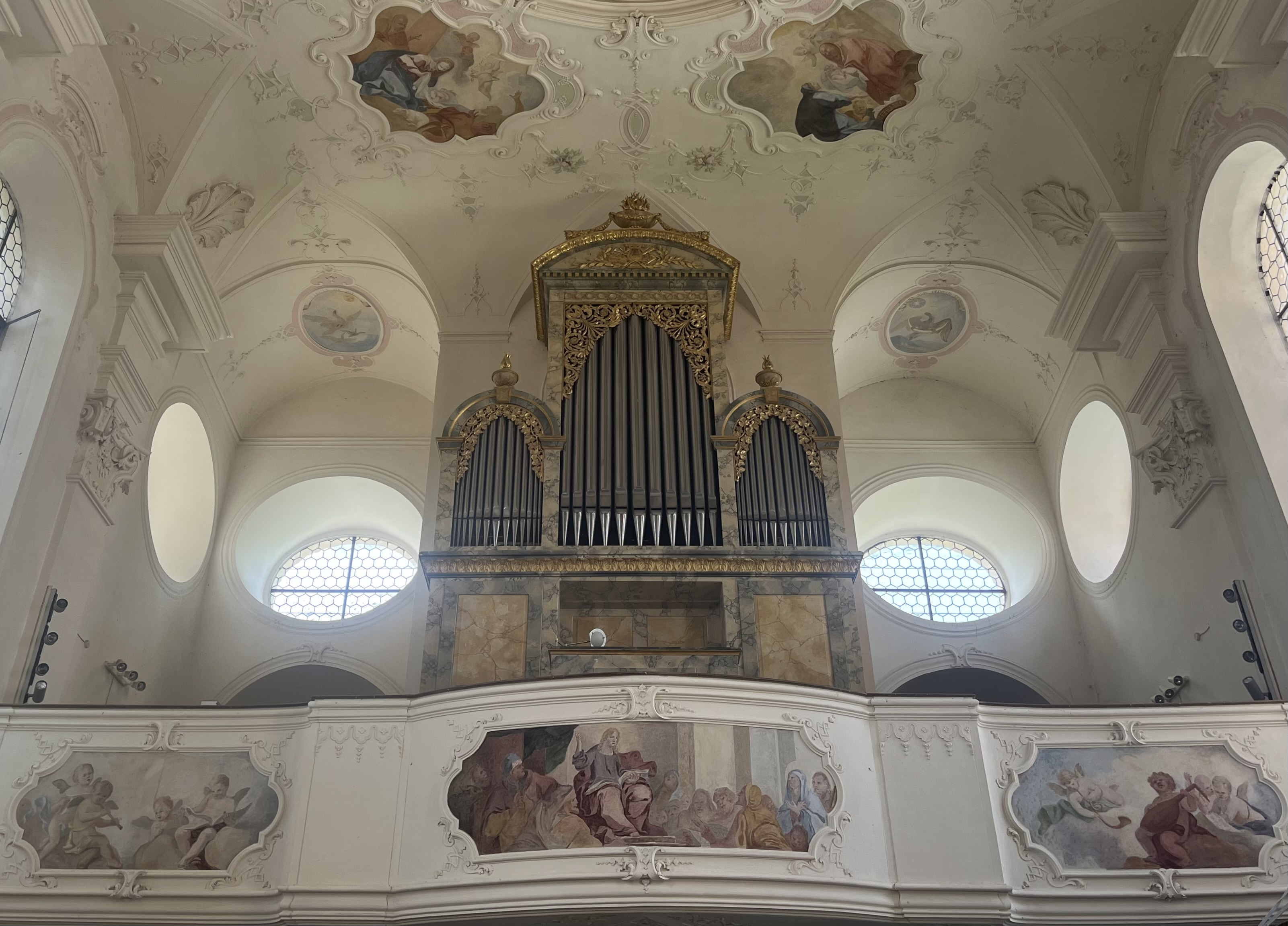
Orgel der Schlosskirche

Der Neubau der Schlosskirche St. Marien von 1732 bis 1739 am südöstlichen Ende der Insel neben dem Schloss gilt als das Erstlingswerk von Bagnatos zahlreichen Kirchenbauten. Bei der Schlosskirche handelt es sich um eine rechteckige Saalkirche, 20 Meter lang und 9,5 Meter breit, mit halbrundem Altarhaus. Hochgestellte Rechteckfelder gliedern die Außenfront, wobei die Seitenwände Rundbogenfenster aufweisen. Über der Westwand erhebt sich ein Giebel und darüber der Turmaufbau mit geschwungener Turmhaube.
Das Innere gliedert sich in ein rechteckiges Schiff mit dem halbrunden Chor und der dem Altar gegenüberliegenden Orgelempore. Sie ist ausgestattet mit Altären, Kanzel und Skulpturen von Joseph Anton Feuchtmayer (1696–1770). Franz Joseph Spiegler (1691–1757) fügte 1737/1738 das Hochaltargemälde und die Deckenfresken hinzu. Seine Werke sind eingebettet in das umfangreiche Bandstuckwerk von Francesco Pozzi (1704–1789). Johann Baptist Babel (1716–1799) trug eine Schwarze Madonna zur Ausstattung bei. Die beiden Seitenaltäre weisen sehr bewegte Engelsfiguren auf. Der linke Seitenaltar wird durch eine Figur des Märtyrers Sebastian bekrönt, der rechte durch eine des heiligen Nepomuk. Das Altarbild des Hochaltars stellt Maria mit dem Kind, die heilige Familie und Johannes den Täufer dar. Die Deckenfresken beschäftigen sich ebenfalls mit dem Leben Mariens. In der Krypta befindet sich Bagnatos Grab. Die Schlosskirche gilt als Ausgangspunkt des oberschwäbischen Hochbarocks und wird als Hochzeitskirche genutzt.
Die ursprüngliche vom Konstanzer Meister Johann Michael Bihler (1687/88–nach 1763) erbaute und von Feuchtmayer dekorierte Orgel wurde 1823 verkauft und um 1860 durch eine neue Orgel im spätklassizistischen Stil ersetzt. Der Erbauer ist nicht bekannt. Das Schleifladen-Instrument hat 11 Register auf einem Manualwerk (Principal 8′, Bourdon 8′, Violflöte 8′, Octave 4′, Spillflöte 4′, Superoctave 2′, Mixtur IV 1 1⁄3′, Cornet III) und Pedal (Bourdon 16′, Violone 8′, Posaune 8′). Die Trakturen sind mechanisch. 2017 wurde das Instrument durch das Unternehmen Mönch Orgelbau überholt.

#### „Gärtnerturm“, „Comturey“

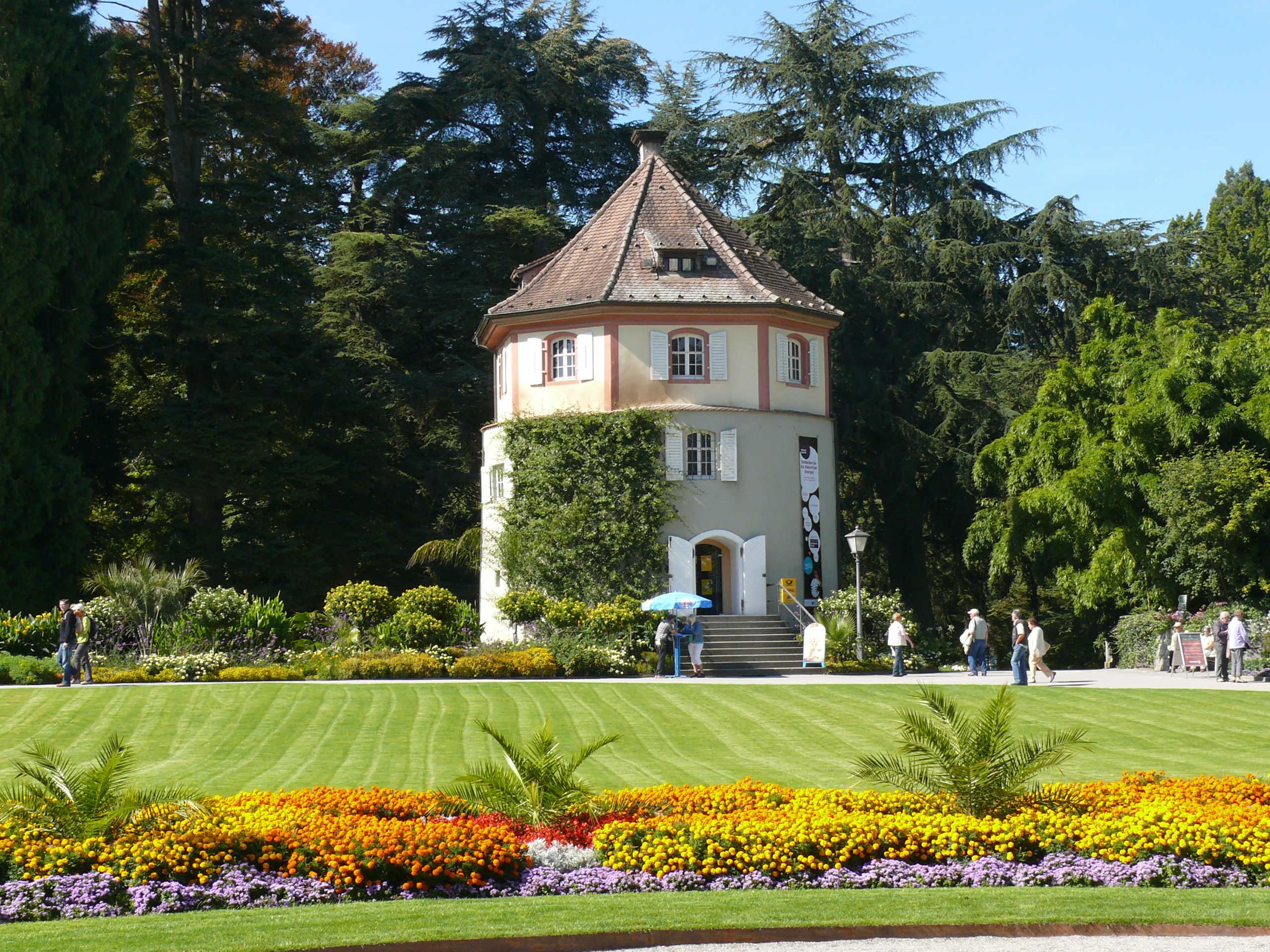
Gärtnerturm vor dem Schloss

Westlich gegenüber dem barocken Schloss- und Kirchenensemble befindet sich der sogenannte „Gärtnerturm“. Die Mauern, ein Teil der mittelalterlichen Festungsanlage, stehen in einem Gegensatz zur festlichen Schlossfassade. Früher war hier ein Kellergewölbe für die Vorratshaltung und die Kelterei tief in den Felsen getrieben worden.
Im 2013/2014 umgebauten und erweiterten Restaurant Comturey kann man mit Blick auf den See essen.

#### Schwedenturm

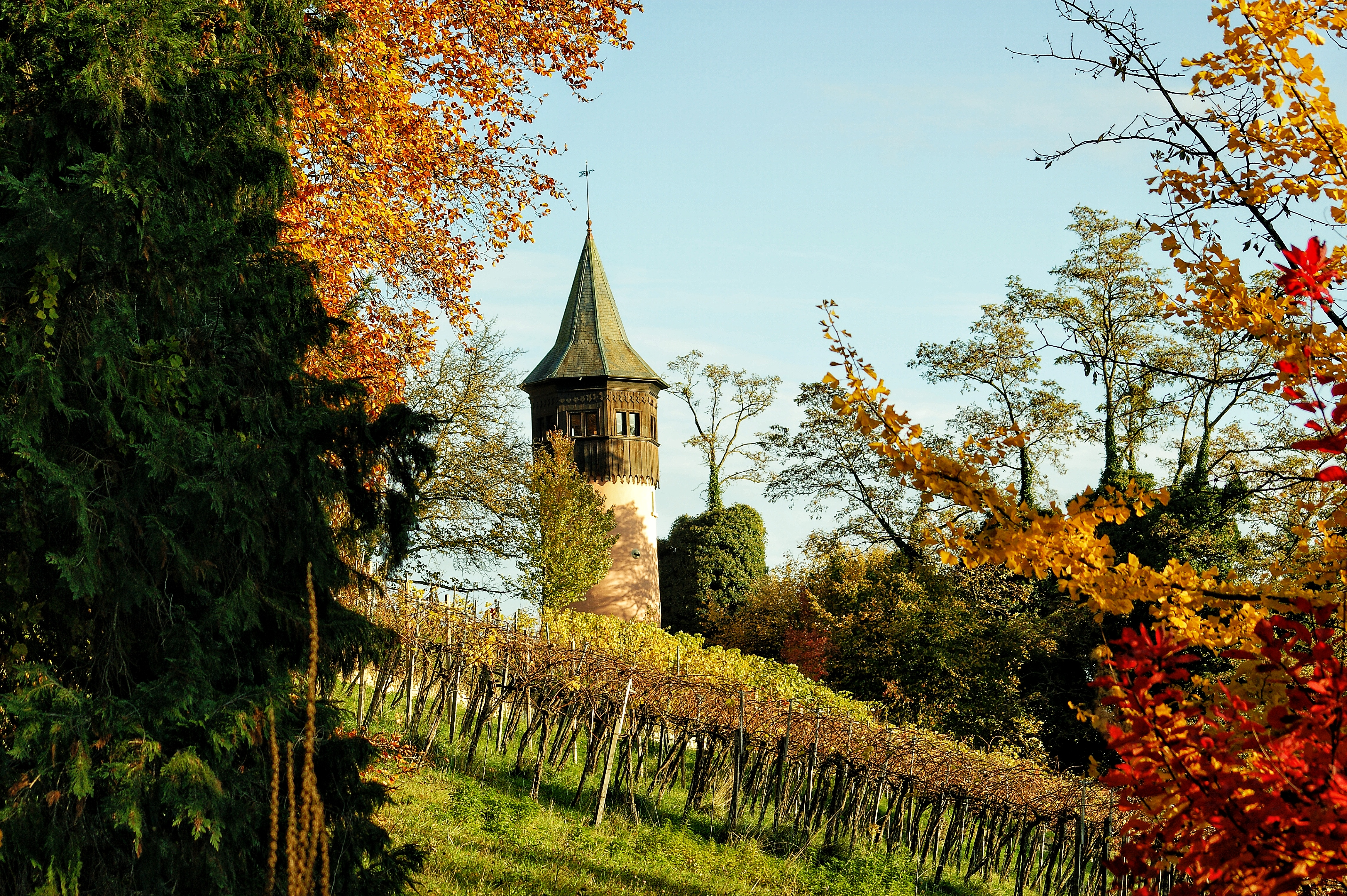
Schwedenturm

Auf einem Weinberg-Abhang auf der südwestlichen Inselseite ragt der sogenannte Schwedenturm etwa zwanzig Meter in die Höhe. Über der Eingangstüre weist die Jahreszahl 1588 und das Wappen des Deutschen Ordens auf das Erbauungsjahr hin. Das Gebäude, das ursprünglich als Wachturm diente, ist derzeit für die Öffentlichkeit nicht zugänglich und gilt als ein Wahrzeichen der Insel.

## Geschichte

### Vor- und Frühgeschichte
Am Südufer der Insel wurden 1862 erste Spuren früher Besiedelung des Bodenseeufers gefunden und vom Domänenverwalter Walter 1864 gesichert. Darunter waren auch Keile, Topfscherben, Feuersteinsplitter, eine Axt und ein Reibstein. Die Pfahlbausiedlung aus sechs Häusern wurde in den 1930er Jahren freigelegt und in die Jungsteinzeit (Neolithikum) um 3000 v. Chr. datiert. Jungsteinzeitliche und bronzezeitliche Pfahlbausiedlungen fanden sich entlang des Nordstrandes und südwestlich der Insel in der Flachwasserzone.
Um 400 v. Chr. war die Mainau womöglich keltischer Siedlungsraum. Begünstigt durch ihre Insellage bot sie den Siedlern, vermutlich vom Stamm der Helvetier, einen natürlichen Schutz. Siedlungsbelege fehlen jedoch.

### Antike
Der römische Feldherr Tiberius brachte gemeinsam mit seinem jüngeren Bruder Drusus in den Jahren 15 bis 13 v. Chr. Raetien und das im Norden gelegene Vindelicien unter römische Herrschaft. Dem war der Befehl des römischen Kaisers Augustus, ihres Stiefvaters, vorausgegangen, der die Unterwerfung des von den Rätern bewohnten Landes rund um den Bodensee anordnete. Laut dem antiken griechischen Geschichtsschreiber Strabon soll im Jahr 15 v. Chr. Tiberius im Seekampf gegen die Vindeliker eine „kleine Bodenseeinsel“ als Flottenstützpunkt genutzt haben. Man hat abwechselnd jede der vier damaligen Inseln (Lindau, Mainau, Reichenau und Wasserburg) für diese Insel gehalten. Nach dem sicheren Ausscheiden von Lindau und Wasserburg verbleiben noch die Reichenau und die Mainau, jedoch angesichts zahlreicher römischer Fundstücke kommt wohl nur die Mainau in Frage. Das würde bedeuten, dass die Römer die Insel unweit des späteren Constantia (Konstanz) kurzzeitig für ein Kastell, eine Schiffswerft und eine kleinere Flottenstation der römischen Bodenseekriegsflotte des Tiberius, die ihren Hauptsitz in Brigantium (Bregenz) hatte, nutzten. Siedlungsbelege fehlen jedoch.

### Mittelalter
Nachdem die Alamannen die Römer ab dem 4. Jahrhundert am Bodensee abgelöst hatten, siedelten sie vermutlich auch auf der Mainau. Siedlungsbelege bis in das Mittelalter fehlen. Im 5. und 6. Jahrhundert wurde die strategisch wertvolle Mainau alamannisches Herzogsgut und später Teil eines fränkischen, von Bodman aus verwalteten Königsguts. Die Mainau wurde Rittersitz. In der zeitgenössischen Literatur wird die Insel als Mav(e)no(w), Maienowe (1242) bzw. Maienow (1357), Maienau, Mainowe (1394) und Mainaw (1580) erwähnt.

#### Kloster Reichenau
Im Jahr 724 ging die Insel neben anderen Gebieten auf dem Bodanrück als Geschenk an das mächtige Kloster Reichenau, wobei den Schriftquellen keine Details zur Bebauung zu entnehmen sind. Die Mainau wurde den Herren von Maienowe (Berthold von Maienowe erwähnt 1242 und 1257) und später den Edlen zu Langenstein als Lehen aufgetragen.

#### Deutscher Orden
Die Insel wurde 1271 von dem auf der Reichenau ansässigen Ministerialen Arnold von Langenstein mit seinen vier Söhnen Hugo, Berthold, Arnold und Hugo dem Jüngeren eigenmächtig an den Deutschen Orden weiterverschenkt. Daraufhin wurden zwei seiner Söhne in den Orden aufgenommen. 1272 wurde hier eine Kommende eingerichtet. Das Kloster musste sich auch mit dieser Entfremdung abfinden, konnte aber in einem Vertrag erreichen, dass Schloss Sandegg (Thurgau) und weitere Güter zurückgegeben wurden. Das ursprünglich in Sandegg ansässige Deutschordenshaus wurde auf die Mainau verlegt, die Burganlage ausgebaut. Zu Anfang bestand der Konvent aus Mitgliedern von Ministerialenfamilien des Klosters Reichenau und aus auswärtigen Adligen, sowie aus Geistlichen, die jedoch nicht adliger Herkunft sein mussten.
Die Kommende Mainau gehörte zur Ballei Elsass und Burgund. Der Landkomtur, der der direkte Vorgesetzte des Komturs war, saß 1235 bis 1288 in Ruffach im Elsass, 1288 bis 1455 in Beuggen bei Rheinfelden und 1455 bis 1806 in Altshausen. Dank eines fortschrittlichen Beamtenwesens und mit zunehmender Macht der Komture nahm auch der Einfluss des Ordens insgesamt zu, was auch für die Mainau-Komture galt. Die Kommende Mainau hatte sich dank einer stetigen Erwerbspolitik zur wohlhabendsten Kommende der Ballei entwickelt.
Zur „Landschaft Mainau“ gehörten ab dem Jahr 1272 Allmannsdorf, Litzelstetten, Dingelsdorf und ab 1367 Dettingen und Wallhausen. Der Deutsche Orden konnte für die Landschaft Mainau durchgängig die niedere Gerichtsbarkeit durchsetzen. Die hohe Gerichtsbarkeit Österreichs für die Ämter Dettingen, Dingelsdorf und Litzelstetten ging etwa 1730 durch Pfand (später „Ewige Pfandschaft“) an den Landkomtur der Ballei Mainau über. Die hohe Gerichtsbarkeit des Landgrafen von Fürstenberg-Heiligenberg für das Amt Allmannsdorf ging 1777 durch Pfand und 1783 durch Verkauf an den Landkomtur der Ballei Mainau über.

### Neuzeit
Im 16. Jahrhundert kam es zur Besetzung der Mainau durch österreichische Truppen nach dem Öffnungsrecht während des Schmalkaldischen Kriegs (1546 bis 1547). Im selben Jahrhundert wurde auf der Insel ein Wachturm errichtet. Der so genannte „Schwedenturm“ ist ins Jahr 1588 datiert.
Während des Dreißigjährigen Kriegs (1618 bis 1648) griffen am frühen Morgen des 12. Februar 1647 schwedische Truppen unter dem Oberbefehl Carl Gustav Wrangels mit 17 schwer armierten Schiffen und 3000 Soldaten die Insel an. Diese war mit doppelten Mauern geschützt und wurde von 40 Soldaten und einigen wenigen Dienern des Komturs verteidigt. Die zahlenmäßig unterlegene Besatzung zog sich in die Burg zurück. Diese wurde aus den an Land gezogenen Geschützen der Schiffe unter Dauerfeuer genommen. Die Burgbesatzung war am zweiten Tag kampfunfähig. Am 14. Februar 1647 nahm der Komturs-Obrist Johann Werner Humpis von Waltram das (zweite) Angebot des ehrenvollen Abzugs an. Nach dem Westfälischen Frieden verwüsteten die Schweden 1649 die Insel und zogen mit Beute im Wert von 4,5 Millionen Gulden ab (siehe Seekrieg auf dem Bodensee 1632–1648).

#### Schwedenkreuz

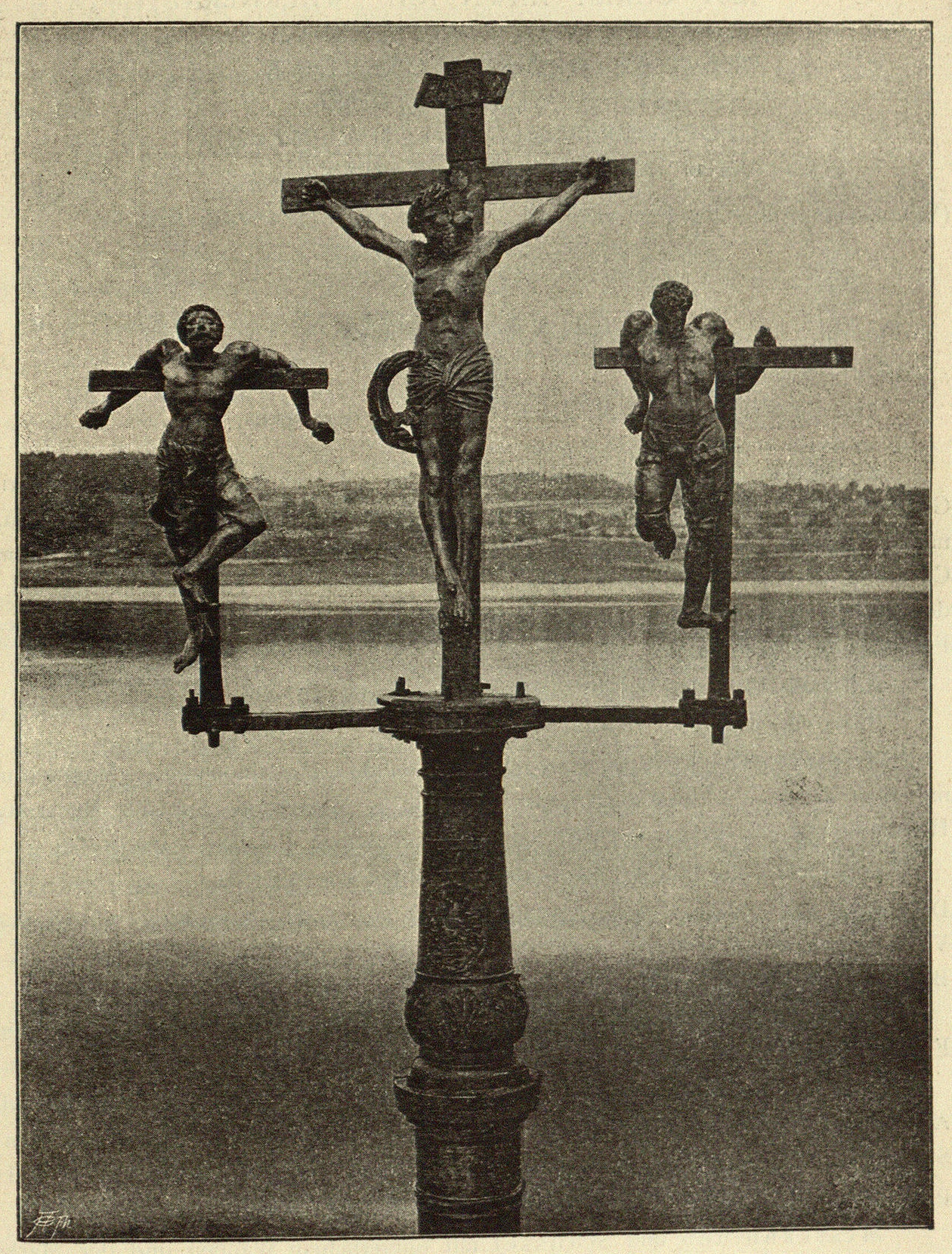
Das „Schwedenkreuz“ von 1577 am Mainau-Ufer in einem historischen Foto von 1887

Mit der Besetzung durch die Schweden verbindet sich die Legende über das Mainauer Schwedenkreuz: Es ist eine in Bronzeguss ausgeführte Kreuzigungsgruppe Christus am Kreuz mit den zwei Schächern in Lebensgröße, naturalistisch gehalten, auf einem Spätrenaissanceständer am Eingang der Insel. Es gilt als ausdrucksstarkes Zeugnis des noch von der Gotik geprägten Manierismus am Bodensee und „gehört zu den bedeutendsten Kunstwerken in der Bodenseeregion“.
Die Kreuzigungsgruppe soll ursprünglich bei der Schlosskirche gestanden haben und von den Schweden in den See geworfen worden sein. Sie soll dem Abtransport durch die Besatzer in einem Wagen mit zwei vorgespannten Pferden dadurch entgangen sein, dass das Kruzifix am Berg von Litzelstetten plötzlich so schwer wurde, dass nicht einmal zwölf Pferde es mehr bewegen konnten. Weiterhin heißt es, dass Bauern es dann wieder zurück an die heutige Stelle gebracht hätten.
Über die Entstehung des Schwedenkreuzes gibt es zwei Theorien: Die erste besagt, dass es der „Deutschorden-Komthurs Schenk von Stauffenberg – reg. 1569–1577 – als Denkmal zum Lob und zur Ehre unseres Heilands und Erlösers hat errichten lassen“, laut mündlicher Überlieferung nach einer glücklich vollbrachten Seefahrt. Die zweite besagt, dass die Komturei zum Andenken und Dank für den Wiederbesitz einen Rotguss aus Überresten der Kanonen fertigen und neben dem Steg im See aufstellen ließ. Es wurde zu einem bedeutenden Wallfahrtsziel.

#### 18. und 19. Jahrhundert

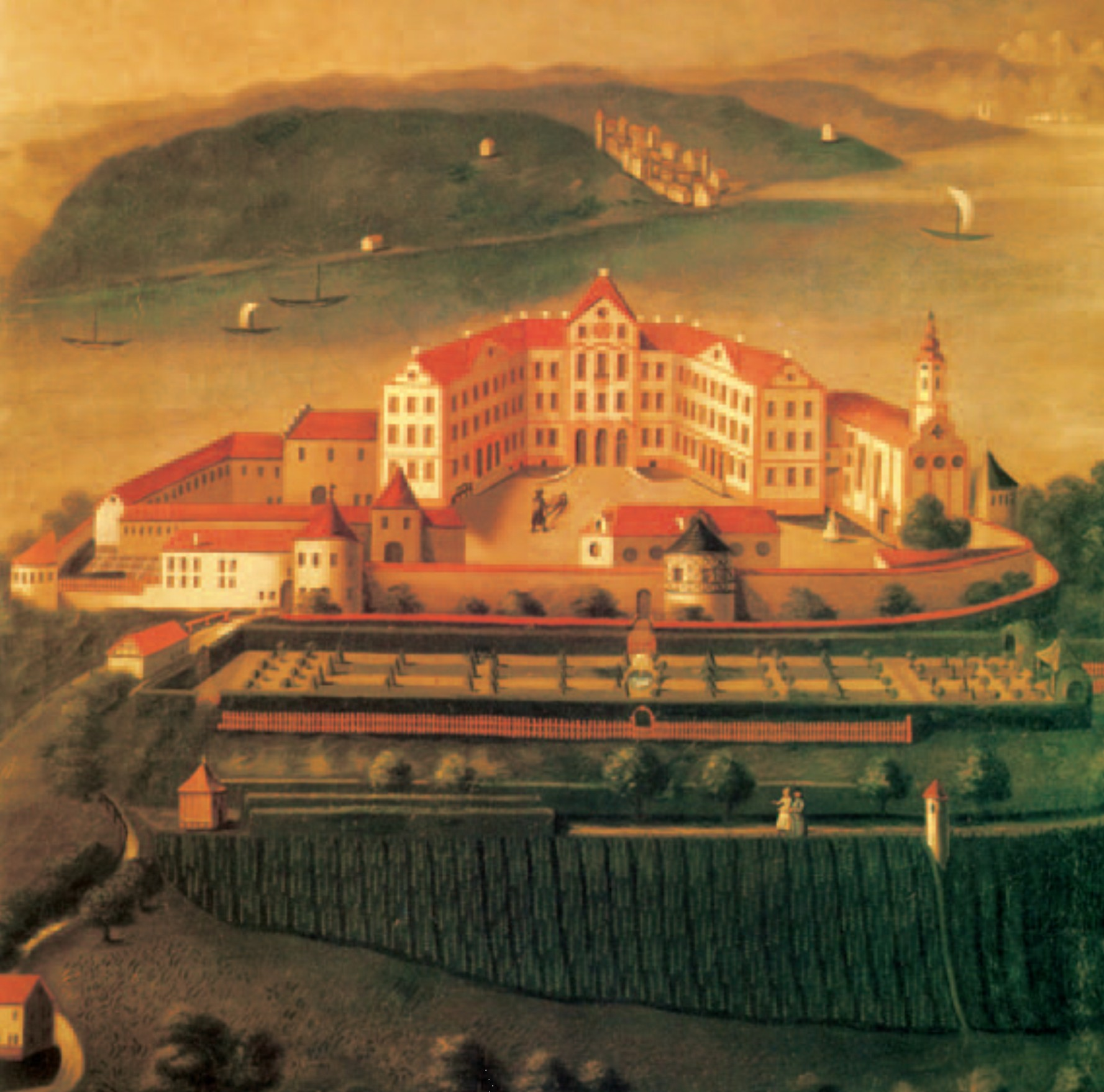
Deutschordenskommende Mainau um 1800

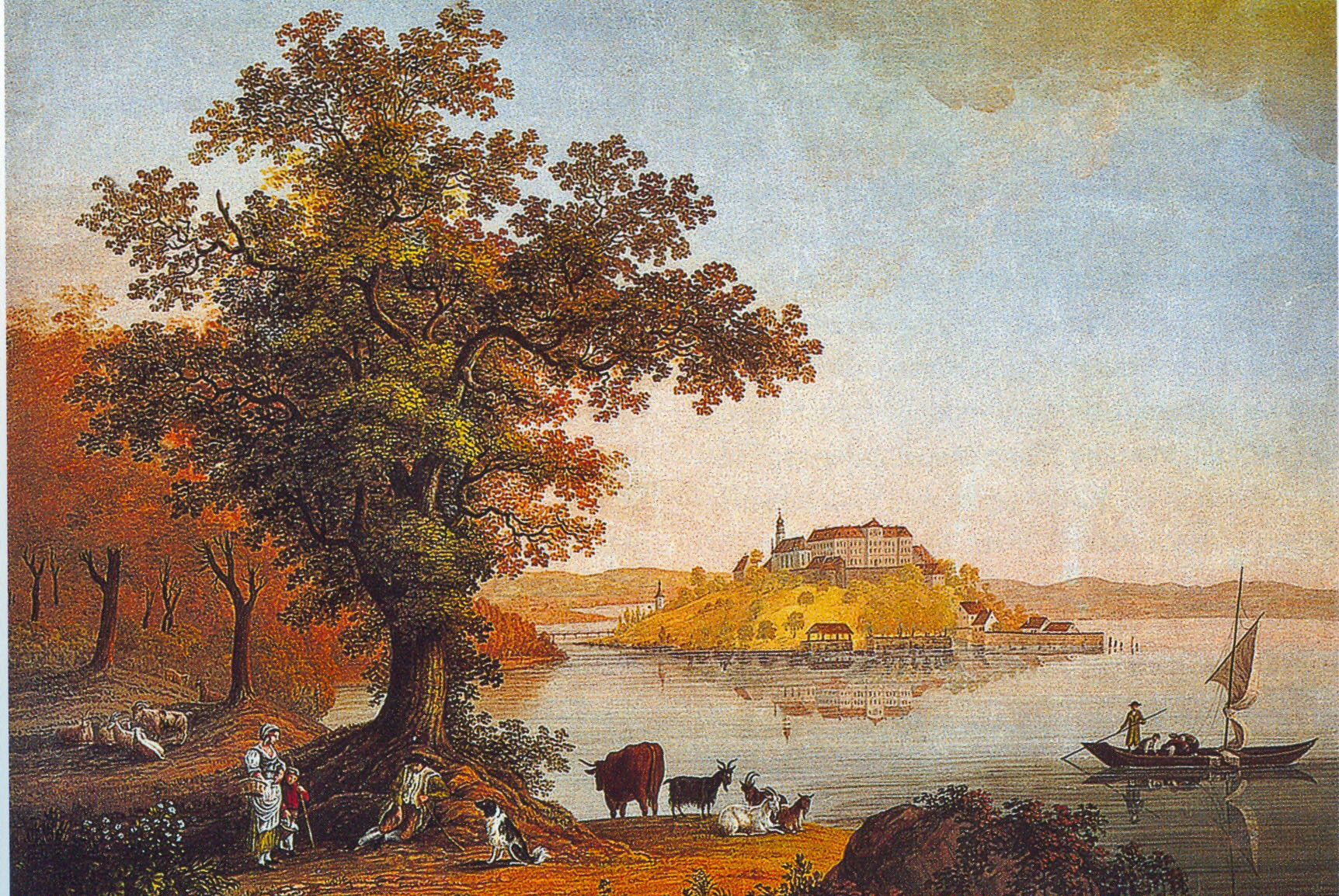
Insel Mainau um 1820

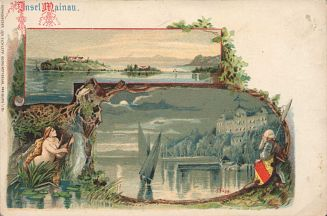
Kolorierte Ansichtskarte (Gebhard Gagg)

Nach langsamer Erholung vom Kriegsgeschehen begann der berühmte Baumeister des Deutschen Ordens Johann Caspar Bagnato unter dem Komtur Reinhard Ignaz Franz Freiherr von Schönau (1731–1736) im Jahr 1732 mit dem Bau der barocken Kirche St. Marien. Diese wurde 1739 geweiht. Bagnato wurde im selben Jahr mit dem Bau eines neuen Schlosses beauftragt. Für den Neubau von Kirche und Schloss wurde die von Mauern umgebene Burg abgebrochen. Sie war anscheinend noch gut erhalten, befand sich am Steilufer im Osten der Insel und war durch einen hohen Sockel abgestützt. Nach siebenjähriger Bauzeit wurde das Deutschordenschloss 1746 vollendet. Der Architekt starb 1757 auf Mainau und ist in der Krypta der Kirche beigesetzt.

#### Großherzogtum Baden
Durch die Säkularisation 1806 unter Napoleon Bonaparte verlor der Deutschorden auch die Mainau. Die Deutschordenskommende wurde aufgelöst und fiel mit allen Besitzungen an das neu gegründete Großherzogtum Baden. Bei der Überführung der „Landschaft Mainau“ vom Deutschen Orden wechselten nach einem Übernahmeprotokoll die vier Gemeinden Allmannsdorf, Dingelsdorf, Dettingen und Litzelstetten an das Land Baden. Die Insel Mainau wurde bis 1827 Sitz eines Badischen Domänenamts.
Nach der Säkularisation wurden unter wechselnden Besitzern aus verschiedenen österreichischen, schwedischen und englischen Königs- und herzoglichen Häusern die baulichen Anlagen unter Abbruch von Wirtschaftsgebäuden (an der Rückseite des Ehrenhofes und südöstlich der Kirche) in einen neu angelegten Landschaftsgarten integriert.
1827 kaufte der ungarische Fürst Nikolaus II. Esterházy de Galantha die Mainau für 65.000 Gulden von Großherzog Ludwig I. von Baden. Er begann unter großen Kosten mit der Eindämmung des Eilandes, der Anpflanzung wertvoller Bäume und Ansiedlung zahlreicher seltener Pflanzen. Er konnte die Insel aber nicht lange halten und überließ sie 1830 seinem außerehelichen Sohn, Baron von Mainau. Von diesem kam die Mainau durch Kauf an die Erbin des Großherzogs Ludwig von Baden, der diese Dame und ihre zwei Kinder in den Grafenstand erhob und sie mit dem Besitz und Namen der ausgestorbenen Familie der Edlen von Langenstein ausstattete. Unter dieser Besitzerin wurde begonnen, die Insel neben dem Steg auch durch einen Steindamm mit dem Festland zu verbinden. Von ihrer Tochter Louise, die den schwedischen Grafen Douglas geheiratet hatte, erwarb im Jahr 1853 der badische Großherzog Friedrich I. die Mainau als Sommersitz.
Der alte Steg wurde 1853 durch eine Bockbrücke und 1977 durch eine zweite Brücke ersetzt.
Friedrich richtete auf der Insel die Großherzoglich badische Hofgärtnerei ein und ließ die Insel und den Schlosspark durch seine Hofgärtner Chr. Schlichter und vor allem durch dessen Nachfolger Ludwig Eberling, der ab 1856 für 42 Jahre in Diensten des Großherzogs stand, neu gestalten. So wurden mediterrane und exotische Pflanzen beschafft, Alleen, Gärten, das Arboretum und ein neues Wegesystem angelegt. Friedrichs Visionen und Ideen sowie dem Geschick seines Hofgärtners verdankt die Insel ihr heutiges Aussehen. Damalige Schwerpunkte waren Arboretum, „italienischer Rosengarten“ und Orangerie. Auch damals kamen schon Besucher auf die Mainau. Sie mussten sich beim Hofgärtner melden, der dann den Großherzog untertänigst um Erlaubnis bat.
1856 heiratete der Großherzog die Prinzessin Luise von Preußen, Tochter des späteren Kaisers Wilhelm I. Sie wurden die Urgroßeltern von Graf Lennart Bernadotte. Die Flitterwochen verbrachten sie auf der Sommerresidenz Mainau. Der Großherzog ließ in seiner Regierungszeit einige Supraporten aus dem Karlsruher Schloss in seine Sommerresidenz verbringen. 1862 pflanzte der Großherzog aus Freude über die Geburt seiner Tochter eine „Viktoria-Linde“.
Ludwig Eberling starb 1898 im „Gärtnerturm“ der Mainau. Victor Nohl wurde sein Nachfolger als Hofgärtner.

### 20. Jahrhundert

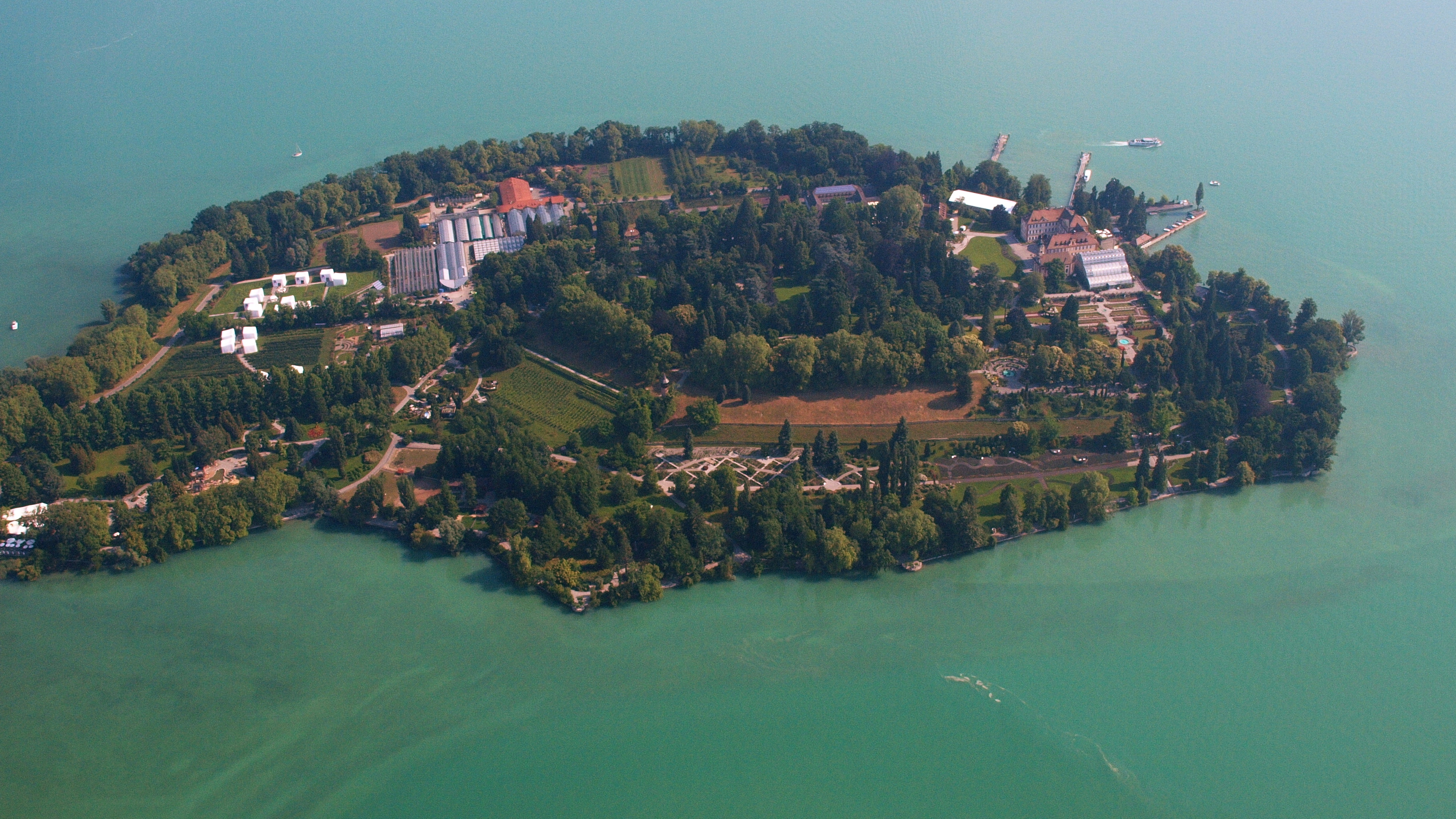
Mainau (2010)

1907 verstarb Friedrich I. 81-jährig auf der Mainau. Die Insel fiel im selben Jahr an seinen Sohn, Großherzog Friedrich II. von Baden. Auch wenn sie zunächst wieder dem Verfall preisgegeben war, so war doch während der Regentschaft seines Vaters der Grundstein für die vielgerühmte „Blumeninsel“ gelegt worden. Auch über das Ende der Monarchie des badischen Fürstenhauses im Jahr 1918 hinaus blieb die Insel im Besitz der Familie; diese entschied, dass die Mainau zur politischen Gemeinde Litzelstetten gehören solle, statt wie bisher zur Gemeinde Allmannsdorf (welches am 1. Januar 1915 nach Konstanz eingemeindet wurde). Bis 1923 war die Mainau Witwensitz der Großherzogin Luise von Baden.

#### Schwedisches Königshaus
Am 9. August 1928 verstarb Friedrich II. von Baden. Da er kinderlos war, vermachte er die Insel seiner Schwester Viktoria von Baden. Diese hatte bereits 1881 den Kronprinzen Gustav von Schweden und Norwegen, seit 1907 Gustav V. König von Schweden, geheiratet; so gelangte diese Erbschaft 1928 in den Besitz des schwedischen Königshauses. Die Mainau fiel 1930 nach dem Tod Viktorias bestimmungsgemäß an ihren jüngeren Sohn Prinz Wilhelm von Schweden. Dieser hatte jedoch keine Verwendung für sie. Das Schloss war zu diesem Zeitpunkt modrig und voller Ungeziefer, die Parkanlagen verwildert und einem Urwald gleichend.

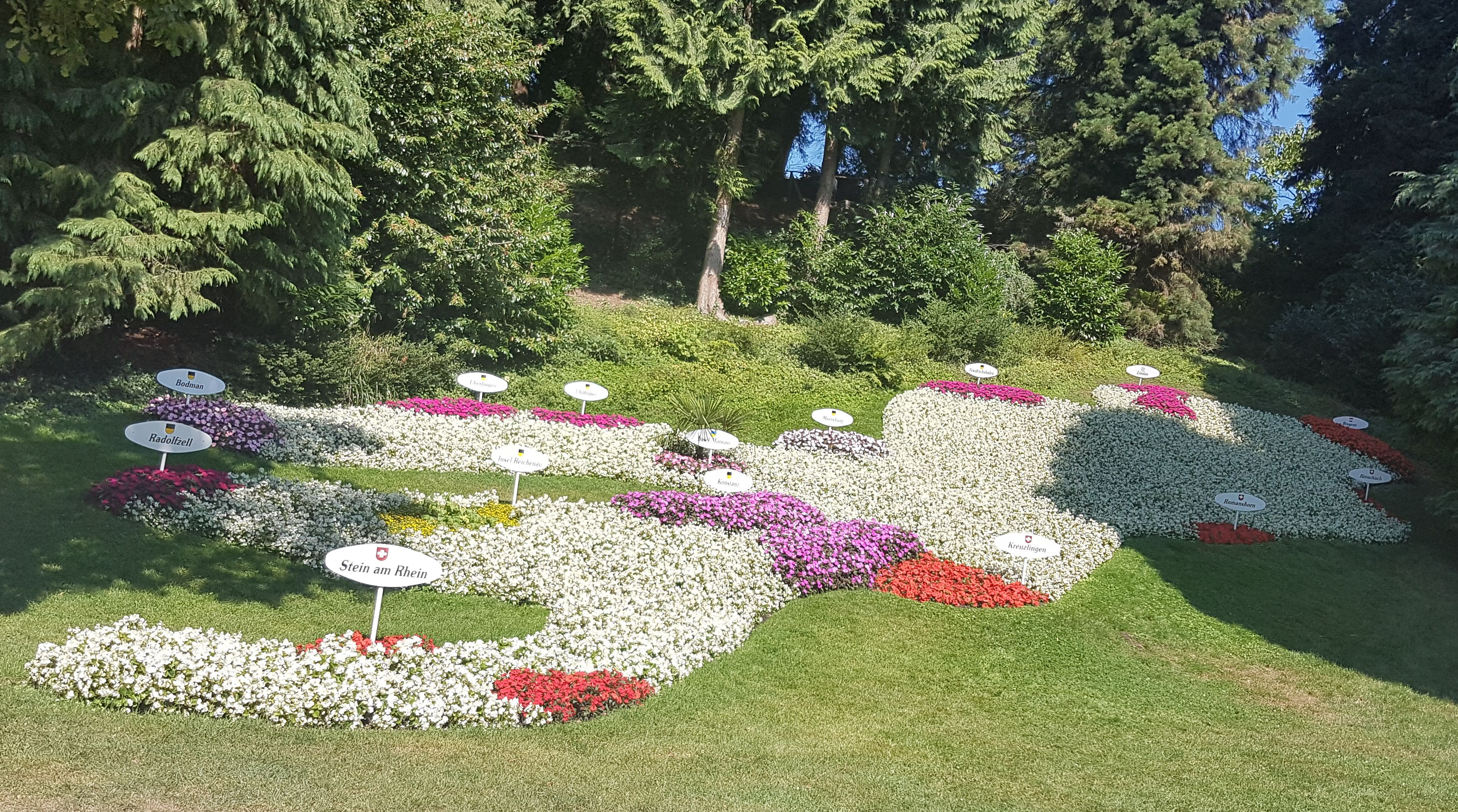
Bodenseerelief aus Blumen (August 2018)

1932 übertrug Prinz Wilhelm von Schweden die Verwaltung der Mainau seinem 23-jährigen Sohn Prinz Lennart Bernadotte, der schon in seiner Jugend viele Sommerwochen auf der Insel verbracht hatte. Lennart stellte sich der Herausforderung und fand Gefallen daran, die Mainau wieder als Blumenparadies herzustellen.

#### Zeit der Bernadottes – die touristische Mainau
Als Lennart Bernadotte 1932 nach seinem Austritt aus dem schwedischen Königshaus wegen seiner Heirat mit der bürgerlichen Karin Nissvandt auf sämtliche Titel und eine mögliche Thronfolge verzichtete, zog er sich auf die Mainau zurück und machte die Insel zu seinem neuen Zuhause. Durch seine Initiative war diese bald auch für Besucher zugänglich, allerdings nicht mit freiem Eintritt. In der Zeit des Nationalsozialismus erlebte sie einen touristischen Aufschwung, der auch durch Freizeitorganisationen wie „Kraft durch Freude“ (KdF) begünstigt wurde. 1935 besuchten 50.000 Menschen die Insel.

##### Zweiter Weltkrieg
Während des Zweiten Weltkriegs verpachtete Bernadotte – er weilte 1939 bis 1946 in seiner neutralen Heimat – die Mainau im Sommer 1943 an die Organisation Todt (OT), die bautechnische Abteilung des Rüstungsministeriums von Albert Speer, die in Süddeutschland ein Erholungsheim für höhere Offiziere und Industrielle aus der Rüstung einrichten wollte. Sie renovierte Schloss und Einrichtung und besorgte aus Frankreich Mobiliar. Für das Personal wurden drei Holzbaracken bei der „Schwedenschenke“ aufgestellt. Tatsächlich wurde die Insel von der OT nie im geplanten Sinne genutzt, das Erholungsheim wurde wegen der anrückenden alliierten Truppen nie verwirklicht. Im Herbst 1944 wurden die Baracken französischen Kollaborateuren um Jacques Doriot zugewiesen. Bis Kriegsende versuchte dessen Führungsgruppe mit 100 bis 200 Personen, ausgehend von der Mainau, den Widerstand gegen die „kommunistisch-gaullistische“ Herrschaft in Frankreich zu organisieren: Ihm sollten sich alle französischen Gruppen auf deutschem Boden unterstellen, nach einer Rückeroberung Frankreichs war er als Regierungschef vorgesehen. Ein Rundfunksender wurde ihm zur Verfügung gestellt, in Konstanz brachte er die Zeitung Le Petit Parisien heraus, er plante bereits Sabotageakte in Frankreich. Er proklamierte auf der Mainau Anfang 1945 ein französisches Befreiungskomitee, um Frankreich „von der Herrschaft der Gaullisten und Kommunisten zu befreien“.
Nach dem Krieg gab Lennart Bernadotte für das Buch Die Mainau. Chronik eines Paradieses aus dem Jahre 1977 eine Erklärung für diese Verpachtung ab: Der Kontrakt sei aufgrund von Nötigung zustande gekommen, man habe ihn enteignen wollen, um die Insel dem Rüstungsminister Albert Speer nach dem Endsieg zum Geschenk zu machen. Doch stellt sich der Handel mit den Nationalsozialisten anders dar: Das Angebot kam Bernadotte nicht ungelegen, da nach Kriegsausbruch 1939 der Fremdenverkehr eingeschränkt wurde. Er durfte trotz Kriegszeiten eine beträchtliche Pacht einstreichen, und für die Instandhaltung des Geländes war ebenfalls gesorgt. Von Nötigung wussten weder der Verwalter der Mainau noch der Rüstungsminister zu berichten.

##### Nachkriegszeit

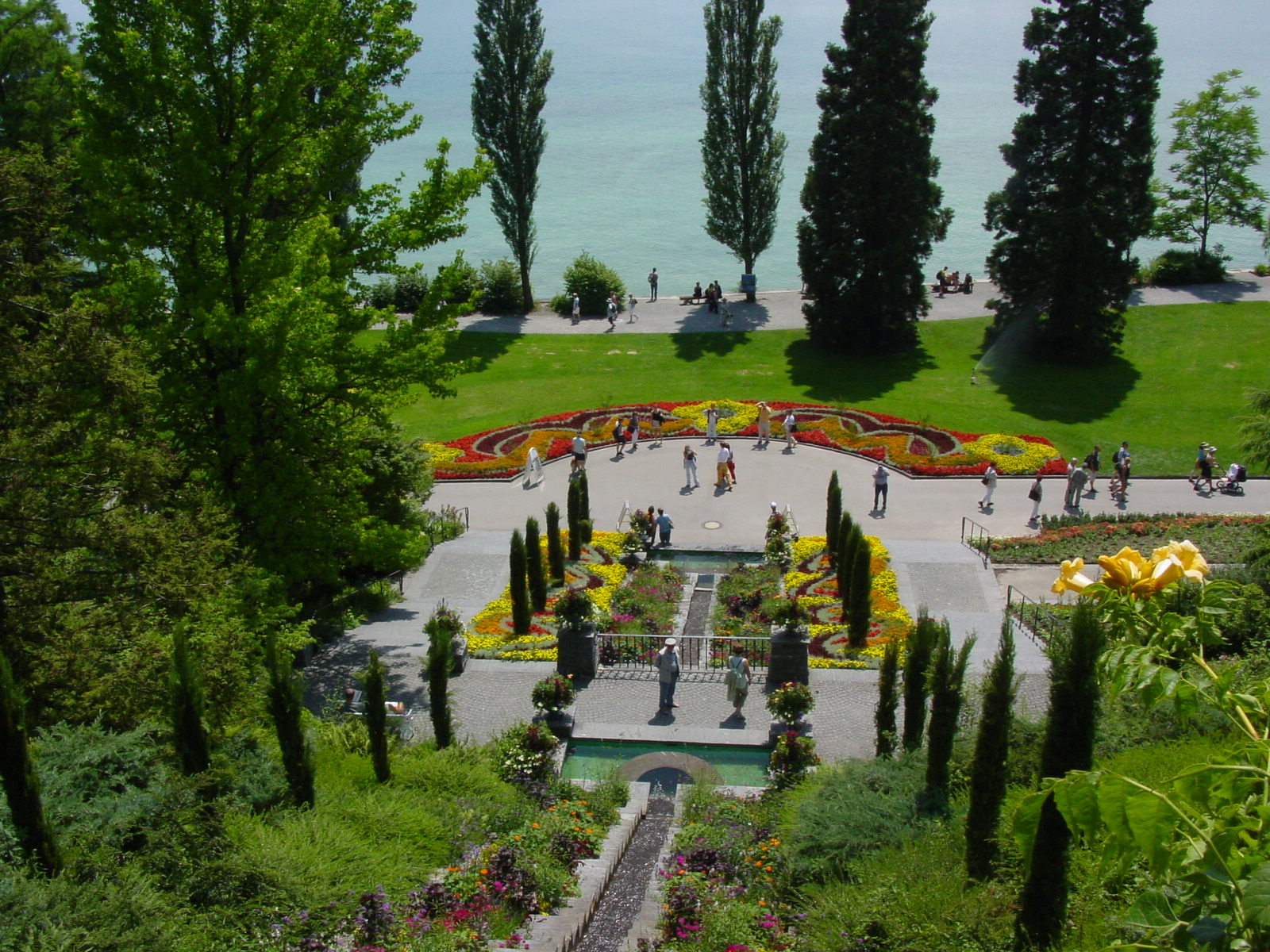
Blütenpracht auf der Insel

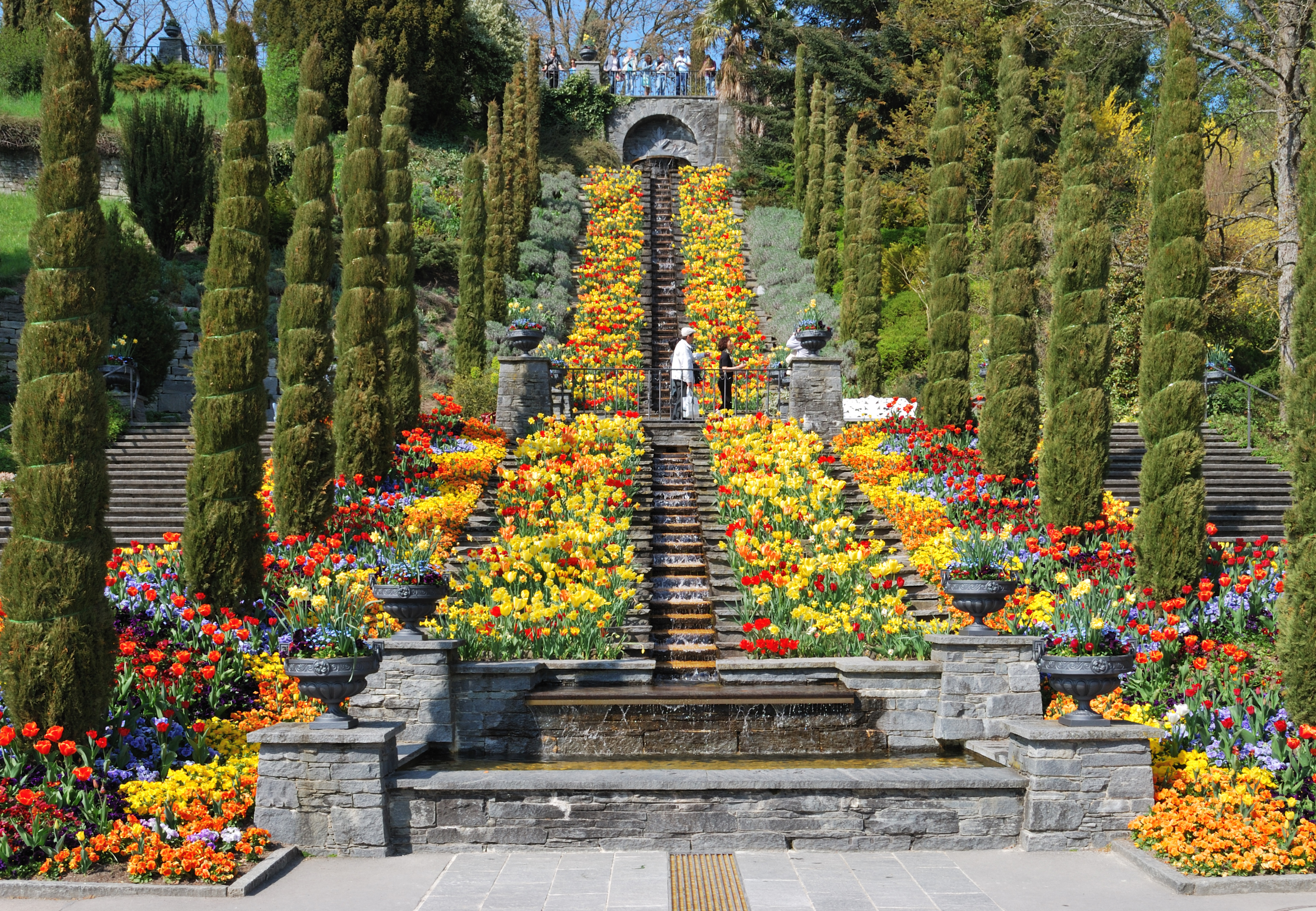
Die Italienische Wassertreppe (Frühjahr 2010)

Am 27. April 1945 erreichten die französischen Truppen die Insel. Sie wurde am 16. Mai 1945 von General Jean de Lattre de Tassigny beschlagnahmt. Vom 18. Mai 1945 an diente sie einige Monate als Sanatorium und Quarantäne für schwerkranke, an Typhus und Ruhr leidende rund 8000 französische ehemalige Insassen des Konzentrationslagers Dachau. Für diese ließ er Mitte Mai 1945 die Inseln Reichenau und Mainau von der deutschen Bevölkerung räumen und mit kranken Häftlingen belegen. 4000 französische Häftlinge kamen an den Bodensee, die Mehrheit auf die Reichenau. Die Schlossanlage der Mainau war vor allem den Schwerstkranken vorbehalten. 33 von ihnen starben und wurden auf der Insel begraben. Am 15. September 1945 wurde das Krankenhaus aufgelöst.
Auf Drängen Graf Bernadottes sollte die idyllische Blumeninsel keine Spuren ihres dunklen Kapitels bewahren: So ließ er 1946, als die Franzosen abgezogen waren, die 33 Leichen exhumieren, auf einer französischen Militärabteilung des Konstanzer Friedhofs erneut bestatten und schließlich nach Frankreich überführen. Im März 1946 richtete Bernadotte in den ehemaligen Baracken ein Lager des Christlichen Vereins Junger Männer (CVJM) ein. 1951 wurden die Baracken abgerissen, lediglich die Grundmauern sind noch zu sehen.
Bernadotte wollte Entschädigung und behauptete, dass die Dachauer KZ-Insassen einiges Tafelsilber und verschiedene Kunstgemälde sowie Antiquitäten aus seiner Wohnung entwendet hätten. Die französischen Alliierten, die diplomatische Verwicklungen befürchteten, nahmen den Fall sehr ernst. Jedoch waren es vor allem Deutsche, die sich die Notzeit zunutze gemacht hatten, um Inventar zu stehlen. Die KZ-Insassen warten bis heute vergebens auf eine Entschuldigung des Grafenhauses.

##### Neugestaltung der Mainau
Lennart Bernadotte kaufte 1951 die Insel von seinem Vater Wilhelm. Fortan widmete er sich konsequent der Neugestaltung der Mainau, die Parkgestaltung veränderte sich nachhaltig. In den Nachkriegsjahren war Graf Bernadotte gezwungen, die Insel für die Öffentlichkeit zugänglich zu machen, um so den Erhalt des großzügigen Anwesens zu gewährleisten. Er arbeitete konsequent daran, die Insel für Gartenfreunde und Touristen noch attraktiver zu machen, nach und nach wurde die Infrastruktur verbessert. Das Gutshofgebäude hieß bald Schwedenschänke, und Schloss, Kirche sowie andere Gebäude erstrahlten in neuem Glanz. Zusätzliche Gartenanlagen entstanden, darunter die „Italienische Wassertreppe“, der „Garten für alle“ und ein Naturerlebnispfad.
Im Jahr 1955 war die Insel Schauplatz der Mainauer Kundgebung, bei der Otto Hahn und Lennart Bernadotte den deutschen und englischen Text einer Erklärung gegen den Einsatz von Atomwaffen verlasen.
Am 20. April 1961 wurde die Grüne Charta von der Mainau verabschiedet, die auf dem Gebiet des Natur- und Landschaftsschutzes in Deutschland bedeutend war.

##### Lennart-Bernadotte-Stiftung
Um Erbstreitigkeiten mit den Kindern aus Graf Lennarts erster Ehe zu vermeiden und sein Werk „Insel Mainau“ für die Zukunft zu sichern, brachten Graf Lennart und Gräfin Sonja Bernadotte die Insel und alle ihre Liegenschaften am 13. Dezember 1974 in die nach ihm benannte Lennart-Bernadotte-Stiftung ein. Zuvor erlangte die Lennart-Bernadotte-Stiftung mit Sitz in Konstanz am 26. Juni 1974 ihre Rechtsfähigkeit und wurde unter das Motto „Gärtnern um des Menschen und um der Natur willen“ gestellt. Die Lennart-Bernadotte-Stiftung, in deren Besitz sich 99 Prozent des operativen Stiftungskapitals der Mainau GmbH befinden, ist eine privatrechtliche Stiftung mit eigener Rechtspersönlichkeit, die ausschließlich und unmittelbar gemeinnützige Ziele verfolgt. Dazu zählen die Förderung von Wissenschaften, die Landespflege, der Umwelt- und Denkmalschutz sowie die Heimatpflege. Ihre Aktivitäten finanziert die Stiftung aus Ausschüttungen der GmbH. Das Stiftungsvermögen beläuft sich im heutigen Wert auf rund zwei Millionen Euro in Form einer Unternehmensbeteiligung an der Insel Mainau GmbH. Von 2003 bis zu ihrem Tod 2022 war Dagmar Schipanski Stiftungsvorstand der Lennart–Bernadotte–Stiftung.
Zwar war die Insel seit 1974 als Stiftung dem Zugriff von außen entzogen, doch die Betriebsgesellschaft erlebte mehrere Sparrunden mit Sozialplänen und Entlassungen. Im Jahr 1981 wurde Gräfin Sonja Bernadotte zur Mitgeschäftsführerin der Mainauverwaltung Graf Lennart Bernadotte GmbH. Von 1987 bis Ende 2001 wurde sie dabei durch Volkmar Th. Leutenegger, zweiter Geschäftsführer der GmbH, unterstützt. Das Unternehmen wurde 1991 in Blumeninsel Mainau GmbH umbenannt und 1998 umfirmiert zur Mainau GmbH.
Seit 1986 veranstaltet die Stiftung jährlich die „Internationalen Mainauer Jugendspiele“. Dabei treffen sich in jedem Frühjahr rund 400 Viertklässler aus Baden-Württemberg, Bayern, Österreich, der Schweiz und dem Fürstentum Liechtenstein. Initiator der Veranstaltung war der als „Vater der Waldjugendspiele“ bekannte Forstmann Hans-Heinrich Vangerow. Ihm zu Ehren wird seit 1997 bei den „Internationalen Mainauer Jugendspielen“ auch der Dr.-Vangerow-Preis vergeben.

##### Touristische Entwicklung in den 1990er Jahren
Anfang der 1990er Jahre hatte die Insel zwei Millionen Besucher jährlich (vor allem durch Touristen aus den neuen Bundesländern), seitdem sanken die Zahlen. 2006 konnte man von einer Halbierung der Besucherzahl sprechen.
Die Insel erhielt 1998 erfolgreich die erste Öko-Zertifizierung nach EU-Recht – mit einem Trick: Die Insel bekam das Siegel (als erster botanischer Garten Europas) nur, weil sie wegen ihrer Schnapsbrennerei als landwirtschaftlicher Betrieb galt. Zertifikate für Tourismus-Unternehmen waren seinerzeit gar nicht vorgesehen. Damit unterzog sie sich freiwillig nach erfolgreich absolvierter Prüfung den Umweltrichtlinien der EG-Verordnung Nr. 1836/93.
Mit Blick auf die internationale Bodenseeregion wurde im September desselben Jahres der Verein Europäisches KulturForum Mainau mit dem Ziel gegründet, mittels neuer Aktivitäten und auch als Impulsgeber Menschen auf kultureller Ebene zusammenzuführen. Das gilt für Initiativen auf den Gebieten Musik, Film, Darstellende und Bildende Kunst in enger Zusammenarbeit mit europäischen Regionen gleichen Ranges.
Das Jahr 1999 war auch für die Insel ein Jahr der Katastrophen und hoher Sachschäden. Das Pfingsthochwasser verursachte Überschwemmungen in den niederen Inselteilen und am 26. Dezember wütete der Orkan Lothar, welcher auf der Insel zahlreiche Bäume entwurzelte. Die Mainau GmbH verbuchte 1999 ein Minus von 511.291 Euro.
Um Ganzjahresattraktionen zu schaffen und die Rentabilität der Insel weiter zu steigern, wurde Anfang 2000 das Schmetterlingshaus eingeweiht. Ebenfalls 2000 wurden von der GmbH (unter Finanzdirektor Manfred Haunz) 2,3 Mio. Mark in den Bau eines Energieinformationspavillons, in Infrastrukturanlagen und in das Schlosscafé investiert.
Von 2001 bis 2006 war Sonja Gräfin Bernadotte alleinige Geschäftsführerin der Mainau GmbH. Damals wurde die Konsolidierungsphase auf der Insel eingeläutet, ab dem Jahreswechsel 2001/2002 gab es eine neue Geschäftsstruktur. 2002 wurde ihre älteste Tochter Bettina Bernadotte ihre persönliche Assistentin. Die Insel musste 2005 wegen weiter zurückgehender Besucherzahlen und entsprechender Einbußen zum zweiten Mal in fünf Jahren Stellen streichen. Ende 1999 zählte die Insel Mainau 340 Ganzjahresbeschäftigte, von 2000 bis 2004 noch 295, der Schuldenberg war Ende 2004 auf 20,1 Mio. Euro angestiegen. Bettina Bernadotte war 2005 und 2006 als Prokuristin für das Sanierungsprogramm „Fit 2006“ mit Personalabbau und Einsparungen verantwortlich.
Seit 2001 gibt es den „Sonja-Bernadotte-Preis für Wege zur Naturerziehung“ und seit 2004 die „Sonja-Bernadotte-Medaille für Gartenkultur“, beide von der Lennart-Bernadotte-Stiftung getragen.

##### Versteigerung der gräflichen Sammlung 2004
Im September 2004 ließ Lennart Graf Bernadotte durch das Stuttgarter Auktionshaus Nagel rund 250 Besitztümer aus den „Gräflich Bernadotte’schen Sammlungen Insel Mainau Bodensee“ versteigern. Der erzielte Umsatz betrug knapp 1 Million Euro. Branchenüblich fließt davon rund die Hälfte in die Kasse des Einlieferers, in diesem Fall der Familie Bernadotte. Der Wert war im Vorfeld auf 200.000 bis 300.000 Euro taxiert worden, er sollte dem Erhalt des Schlosses dienen. Über die Gründe der Versteigerung hatte die Mainau-Verwaltung unterschiedliche Angaben gemacht, unter anderem Brandschutzgründe auf dem Speicher und Versicherungsgründe. Die Auktion mit dem Titel „Verborgene Schätze aus Schloss Mainau“ umfasste Gemälde alter und neuerer Meister, darunter Pietro Navarra (um 1700), Johann Wilhelm Schirmer (1807–1863), Joseph Moosbrugger (1810–1869) und Isaac Grünewald (1889–1946), wobei Werke der deutschen Schule des 18. Jahrhunderts einen Schwerpunkt bildeten. Die Mehrzahl der Mainau-Stücke waren Möbel, darunter Schränke, Kommoden und Sitzmöbel des 17. bis 19. Jahrhunderts, sowie Lampen, Bilderrahmen und Spiegel. Einige der Objekte hatten sich ursprünglich im Schloss Karlsruhe befunden und waren durch Großherzog Friedrich I. auf die Insel verbracht worden, oder im Besitz der Königin Victoria von Schweden und anderer Personen, zu denen verwandtschaftliche Beziehungen bestanden.
Nach Angaben des Regierungspräsidiums Freiburg befanden sich unter der Auktionsmasse rund 20 Stücke, die seit 2003 „im Einvernehmen und Einverständnis“ mit den Besitzern in der im Denkmalbuch hinterlegten Liste des Inventars eingetragen waren. Damals hatte das Regierungspräsidium den Kern und das Schloss, rund ein Viertel der Insel, zum Kulturdenkmal von besonderer Bedeutung erklärt. Damit, hieß es, erfahre das Lebenswerk des Grafenpaares „besondere Anerkennung und Wertschätzung“. Geschützt sind somit auch Gegenstände, die untrennbar mit dem Schloss verbunden sind, etwa eigens für Räume gefertigte Möbel. Deshalb hätte die Entnahme von Inventar von der Stadt Konstanz in ihrer Eigenschaft als Denkmalbehörde vor dem Abtransport in drei Lastwagen genehmigt werden müssen. Das Gesuch um Genehmigung wurde aber durch die gräfliche Familie im Vorfeld versäumt. Durch die Verknüpfung ungünstiger Umstände ging das Auktionshaus bei der Erstellung des Auktionskataloges mit 300 Gegenständen von falschen Voraussetzungen aus. Das Auktionshaus hatte in den Tagen zuvor erklärt, man habe sich an eine durch Gräfin Bettina Bernadotte vorgelegte Liste des geschützten Inventars gehalten und bewusst darüber hinaus im Schloss belassen, was mit dessen Geschichte als Sitz der Deutschordensritter zu tun habe. Die Mehrzahl der 20 umstrittenen Stücke durften nicht versteigert werden und kehrten an ihren Platz zurück. Einige Auktionsgegenstände durften aber auch versteigert werden bzw. wurden durch andere ersetzt.

### Nach dem Tod von Graf Bernadotte 2004
Am 21. Dezember 2004 verstarb Lennart Graf Bernadotte im Alter von 95 Jahren auf seinem Schloss. Man folgte weiter dem Leitspruch des Begründers „Gärtnern um des Menschen willen“, verzichtete auf die Anlage von Fahrgeschäften wie in einem Freizeitpark und beließ die Insel in ihrer touristischen Form.
Infolge der Krebserkrankung von Gräfin Sonja Bernadotte, der sie 2008 erlag, übernahm zum 1. Januar 2007 Gräfin Bettina Bernadotte die Geschäftsführung der Mainau GmbH, die das kommerzielle Tourismusgeschäft auf der Insel betreibt. Ihr Bruder Graf Björn Bernadotte war eigentlich dafür vorgesehen, verzichtete aber. Ebenfalls zum 1. Januar 2007 ging die Geschäftsführung der „Lennart-Bernadotte-Stiftung“ von Volkmar Theo Leutenegger – seit 1979 Vorstand und Geschäftsführer der Lennart-Bernadotte-Stiftung – auf Björn Bernadotte über.
Neben der Dachmarke „Mainau“ gibt es unter der Stiftungsebene zwei weitere Marken: Zum einen die 2006 gegründete „Mainau-Akademie“. Der eingetragene Verein sitzt als Kompetenzzentrum der Mainauer Naturerziehung im „Lauenhaus“ auf der Insel. Zum anderen „Mainau-Aktiv“, eine 2007 von Graf Björn gemeinsam mit dem Radolfzeller Physiotherapeuten Edwin Arnold gegründete Firma, die Natur- und Gesundheitsseminare für Führungskräfte und Mitarbeiter aus der Wirtschaft anbietet. Schwerpunkt ist Kommunikation und Teambildung. Ebenfalls unter dem Dach der Lennart-Bernadotte-Stiftung ist der Verein „Gärtnern für Alle“ organisiert. Geschäftsführerin des Vereins ist Sandra Angerer, Ehefrau von Björn Bernadotte. Das Spektrum reicht vom Servicetelefon für Gartenfreunde bis zu einem Unterstützungskurs für lernschwache Jugendliche. Die „Grüne Schule“ gehört dabei zu den beliebtesten Angeboten.
Die Insel wird kommerziell verwaltet von der Insel Mainau GmbH, einer Gesellschaft mit beschränkter Haftung, deren Stammkapital zu 99 % im Besitz der Stiftung und zu 1 % im Besitz der Familie Bernadotte, in Form der Gräfin Sonja Bernadotte GmbH, ist. Die Insel Mainau GmbH ist ein mittelständisches Privatunternehmen, das ohne öffentliche Subventionen auskommt und nach marktwirtschaftlichen Gesichtspunkten ganzjährig rund 150 und in der Blumensaison von März bis Oktober 300 Mitarbeitern Arbeitsplätze bietet. Zum Anlagevermögen zählen, nebst Insel und Gebäuden, 420 Hektar Wald auf dem Festland.

#### Touristische Entwicklung
Die Insel verfügt über acht gastronomische Einrichtungen. Die Haupteinnahmequelle sind durch den Tourismus gewonnene Eintrittsgelder. Die Insel ist eine der Hauptattraktionen am Bodensee: 2007 kamen mehr als 1,2 Mio. Besucher, davor waren es teils mehr als 2 Mio. Besucher jährlich. Zum Umsatz rechnen sich neben den Eintrittsgeldern auch Einnahmen aus Gastronomie und Souvenirverkäufen. So lag der Ertrag der GmbH im Geschäftsjahr 2006 bei einem Umsatzerlös von 18,27 Millionen Euro bei 3,5 Millionen Euro. Unklar bleibt, ob und welchen Gewinn die Mainau macht, denn sie gibt ihren Ertrag nur noch als Wert vor Zinsen, Steuern und Abschreibungen an. So hat sich die Mainau durch das Wirken von Gräfin Bernadotte zu einer Synthese aus botanischem Garten, historischem Schlosspark und Ort der internationalen Begegnung entwickelt.
2006 erhielt die Blumeninsel den EMAS-Award, den höchsten europäischen Preis für betrieblichen Umweltschutz der EU-Kommission für eine mit Partnern entwickelte Kommunikationskampagne. Teil des ausgezeichneten Konzepts sind sechs Türme aus lebenden Weiden auf der Mainau. An den Installationen wird spielerisch erklärt, wie das Mainau-Management den Umweltschutz zu einem wirtschaftlichen Gewinnfaktor macht.
Finanziell gab 2007 Bettina Bernadotte, studierte Tourismus-Betriebswirtin der Berufsakademie Ravensburg, als Ziel für die nächsten sieben Jahre die Steigerung der Eigenkapitalquote auf 20 Prozent vor. Nachdem die Mainau in den Vorjahren Kosten reduziert hatte, sollten nun die Einnahmen steigen. Aus diesem Grund verfolgt Bernadotte die Strategie, die Wetterabhängigkeit zu reduzieren und das Geschäft mit Banketten, Tagungen und Firmenveranstaltungen auszubauen, um auf 1,2 bis 1,4 Millionen Besucher im Jahr zu kommen. Bis in zehn Jahren wollte sie zudem mit dem „Parkentwicklungsplan 2017“ jene großen Bereiche der Mainau erschließen, die bislang für Besucher unzugänglich sind. Junge Familien will sie mit abgesenkten Preisen locken. Flexiblere Angebote wünscht sie sich aber auch von den Hotels der Region. Der heutige Urlauber suche kurzfristig buchbare Pakete für Kurzurlaube. In einem ersten Schritt wurde mit dem Saisonauftakt 2007 die Möglichkeit des freien Inselbesuchs am Abend abgeschafft. Stattdessen wird seitdem das sogenannte „Sonnenuntergangsticket“ angeboten, das als Verzehrgutschein durch die Inselgastronomie angerechnet wird. Ebenfalls 2007 wurde als „Beitrag zum Naturerlebnis für die ganze Familie“ die so genannte „Wasserwelt“ eröffnet. Sie ersetzt eine 24 Jahre alte und 130 Quadratmeter messende Spielanlage, die als Spende nach Usbekistan ging und dort wieder aufgebaut wurde.
Im Februar 2008 erhielt die Insel Mainau GmbH vom Gemeinderat die Erlaubnis, das Palmenhaus neben dem Schloss ganzjährig stehen zu lassen. Ursprünglich war das Palmenhaus 1993 nur genehmigt worden, wenn es während der Frühjahrs- und Sommermonate wieder abgebaut würde. Aufgrund der hohen Auf- und Abbaukosten gestattete der Konstanzer Gemeinderat immer wieder befristet, das Bauwerk auch in den Sommermonaten stehen zu lassen. Da für die Insel Mainau der Wetterschutz für exotische Gewächse auch Wirtschaftsfaktor ist, beantragte die Mainau GmbH, das Palmenhaus bis 2028 stehen zu lassen. Schließlich einigte man sich nach Bedenken seitens des Denkmal- und Naturschutzes zunächst auf eine Dauer bis Ende 2016, in jenem Jahr wurde die Erlaubnis bis 2028 verlängert.
Die Saison 2009 stand unter dem Motto 100 Jahre Lennart Bernadotte. Zur Eröffnung am 20. März 2009 startete die Insel mit einer halben Million Frühlingsblumen und der traditionellen Orchideenschau im Palmenhaus, bei der über 2.500 tropische Exemplare präsentiert wurden. Im Mittelpunkt stand jedoch der Schöpfer der Blumeninsel, Lennart Graf Bernadotte, der am 8. Mai 2009 seinen 100. Geburtstag gefeiert hätte.
Das Motto 2011 lautete Auf Großvaters Gartenbank – eintauchen in eine andere Zeit, wobei die Mainau zurückblickte und Altbewährtes wieder aufleben ließ. 2011 standen zwei Jubiläen an: Die „Grüne Charta“, die am 20. April 1961 unterzeichnet wurde, feierte ihr 50-jähriges Jubiläum und die „Mainauer Jugendspiele“ wurden zum 25. Mal ausgerichtet. Der 2010 angelegte Staudengarten war 2011 ganzjährig zu sehen. Gemeinsam mit dem Unternehmer Alexander Klaußner eröffnete die „Lennart-Bernadotte-Stiftung“ 2013 auf dem zu Litzelstetten gehörenden Festland den „Erlebniswald-Mainau“. Neben einem 1,6 Hektar großen Kletterwald, umfasst dieser auch die ehemalige Propstei St. Katharinen, die historisch zum Mainauer Hoheitsgebiet gehörte.

#### Gedenkstätte für die Opfer der NS-Zeit
Die Familie Bernadotte versuchte lange Zeit, die Ereignisse der NS-Zeit zu verdrängen. Graf Bernadotte erklärte dazu: «Unsere Besucher wollen Blumen sehen und keine Gräber». Nach seinem Tod wuchs die öffentliche Kritik an dieser Haltung.
Diese Kritik führte 2012 zur Einsetzung einer Historikerkommission und zur Einrichtung einer Gedenkstätte aus Granitstelen, die in Anwesenheit des französischen Botschafters eingeweiht wurde. Sie wurde von den französischen Behörden als Ehrenmal der Résistance gestaltet, weshalb die Namen mit den Ehrentiteln «Mort pour la France» oder «Mort en déportation» versehen sind. Acht Namen von auf der Insel gestorbenen Häftlingen, die nicht in dieses Schema passen – ein holländischer Jude, ein Algerier, ein Krimineller und ein Kollaborateur – fehlen auf der Gedenkstätte.
Seit 2012 wurde an einem Gesamt-Konzept zur Darstellung der geschichtlichen Ereignisse der 1930er und 1940er Jahre gearbeitet, das neben der Überarbeitung einer Online-Chronik auch eine sichtbare Form der Erinnerung an die ehemaligen KZ-Häftlinge aus Dachau und Auschwitz beinhaltet, die nach Kriegsende zu Genesungszwecken auf die Insel Mainau gebracht wurden und an den Folgen ihrer Leiden hier verstarben.
Das Erinnerungszeichen auf der Insel Mainau wurde am 6. Mai 2022 aktualisiert, die Gedenktafel erinnert an alle 34 auf der Insel Mainau verstorbenen ehemalige Häftlinge. Das Erinnerungszeichen ist auf den Inselplänen verzeichnet. Auf der Gedenktafel ist ein QR-Code hinterlegt, der über die Mainau-Homepage auf die Archive von Caen-FR und Bad Arolsen-DE verweist.

## Kunst und Kultur

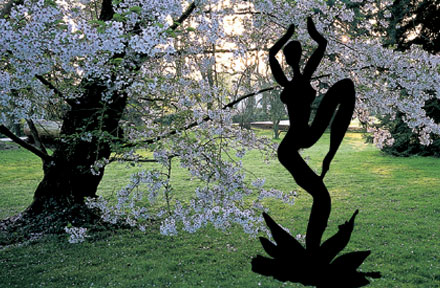
Stahlskulptur, gestaltet von Stefan Szczesny

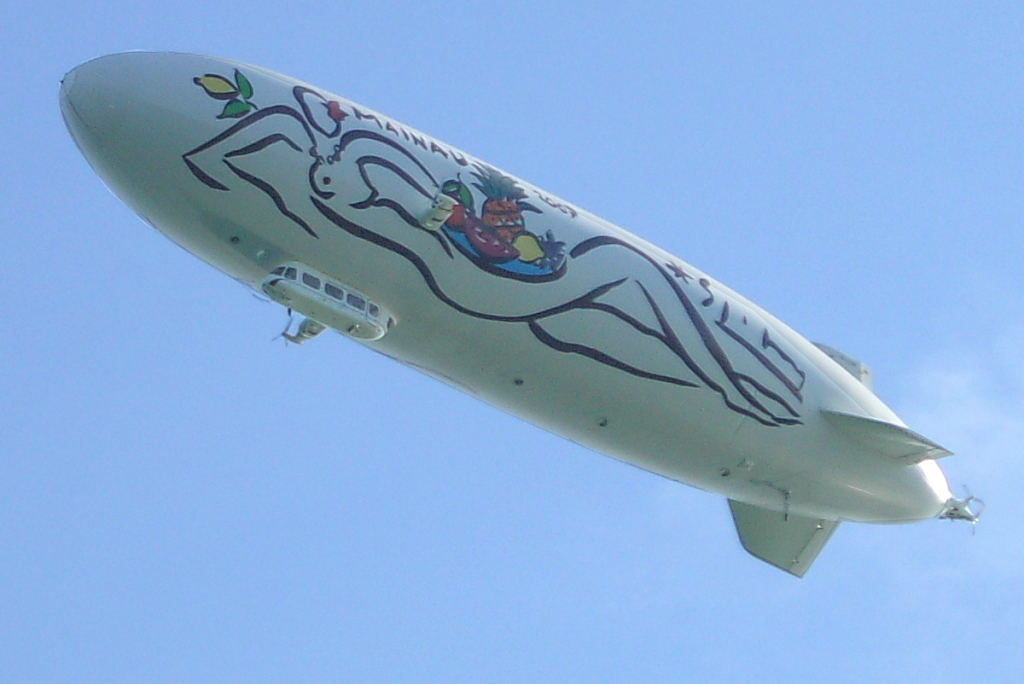
Mainauwerbung auf dem Zeppelin NT mit Frauenakt

Auf der Insel werden regelmäßig Konzerte und Ausstellungen veranstaltet.
Für die Saison 2007 verwandelte der Künstler Stefan Szczesny im Rahmen eines Kunstprojekts mit dem Namen Ein Traum vom irdischen Paradies die Insel Mainau für ein Jahr in ein Gesamtkunstwerk. Die Szczesny-Aktion finanzierte Audi als Hauptsponsor. Szczesny gestaltete die blühenden Hänge durch Skulpturen, Gemälde, Keramiken und Mosaiken um. Dazu gehörten von Szczesny entworfene Blumenbilder, wie zum Beispiel auch das größte Krokusbild, das jemals auf der Mainau blühte, bestehend aus 70.000 Krokuszwiebeln auf der Schlosswiese. Des Weiteren gab es 53 so genannte „Schattenskulpturen“, überdimensionale Scherenschnitte aus schwarzen Stahlplatten, ausgeführt als bewegte Frauenfiguren. Ebenfalls flach und eigentlich vom Material her spröde waren die Glasstelen, die Szczesny zu einem „Zauberwald“ entlang des Bambushains am Gärtnerturm aufgereiht hatte. Sie zeigten laut dem Künstler in geätztem Glas verewigt die Eva, das Urweib. Als Höhepunkt präsentierte sich der Zeppelin NT von April bis Mitte August 2007 bei seinen Flügen rund um den Bodensee mit zwei Frauenakten, künstlerischen Motiven einer Seejungfrau und der Insel Mainau. Das Luftschiff wurde hierfür beidseitig mit einer Spezialfolie beklebt. Die mit fünf Metern Höhe größte Keramikvase der Welt konnte aus Kostengründen nicht realisiert werden.
Jedes Jahr heiraten hier rund 100 Paare. Nicht nur die barocke Schlosskirche St. Marien auf der Insel ist ein Ort für kirchliche Trauungen, das städtische Standesamt bietet auch regelmäßig Außentermine für standesamtliche Trauungen an.

## Regelmäßige Veranstaltungen (Auswahl)
- Traditionell findet im Frühling jährlich eine Orchideenschau im Palmenhaus statt. Sie eröffnet das Blumenjahr.[111]
- Dahlienblüte im Frühherbst: 12.000 Dahlien auf 2.400 Quadratmeter Fläche blühen bis zum ersten Frosteinbruch. Wahl der Mainau-Dahlienkönigin.[112]
- Saisonale Gärten: Jährliches Projekt, bei dem fünf von Studenten geplante Flächen in Zusammenarbeit mit Auszubildenden des Garten- und Landschaftsbaus umgesetzt werden.
- Christmas Garden: Seit 2021 werden jährlich von Mitte November bis Mitte Januar in den Abendstunden auf einem zwei Kilometer langen Rundweg verschiedene Lichtinstallationen gezeigt.

## Philatelistisches
Mit dem Erstausgabetag 5. Januar 2023 gab die Deutsche Post AG als zweite Sondermarke der neuen Serie Sehenswürdigkeiten in Deutschland ein Postwertzeichen im Nennwert von 85 Eurocent mit einem Luftbild der Insel Mainau heraus. Die Gestaltung der Marke und des Ersttagsstempels stammt von der Grafikerin und Designerin Jennifer Dengler vom Grafik-Team der Deutsche-Post Zentrale in Bonn.